# 孟菲斯 (埃及)
孟菲斯（阿拉伯语：ممفس）曾是諾姆─阿納赫奇的都城，也是下埃及的第一个诺姆。它的遗迹在拉希納村附近，位于开罗南方20公里处。
根据曼涅托的叙述，这座城市是由法老美尼斯于公元前3100年左右建立的。它是埃及古王国的首都，并直到古地中海时期都是一座重要的城市。它在尼罗河三角洲的河口占据了一个重要的战略位置，并是一系列重要活动的故乡。城市里有许多的工坊，工厂，以及仓库，人们在此将商品和食物运往整个王国。在巅峰时期，孟菲斯是商业，贸易和宗教中心。
一般认为孟非斯的保护神是卜塔，他同时也是工匠们的保护神。他的神庙Hut-ka-Ptah（意为“卜塔灵魂的所在”）是城市中最为杰出的建筑物之一。曼涅托将这座神庙的名称翻译成希腊文，这个词被认为是现代埃及在英文中的名字（Egypt）的词源。
孟菲斯的历史和古埃及历史息息相关。它最终的衰落被认为是后来建造的亚历山大港在经济上超过它的重要性的结果。而它在宗教上的重要性也在《薩洛尼卡敕令》发布之后，人们逐渐抛弃古代宗教而逐渐消散。
现在这座古代都城的遗址能让人们一窥它曾经的荣耀。自1979年以来，它就和吉萨的金字塔一同被认定为世界遗产。目前它作为生态博物馆開放給人们参观。

## 命名
| O36 · T3 · R12 · N24 |

| O36 · T3 · R12 · N24 |

| O36 · T3 · R12 · N24 |

| O36 · T3 · R12 · N24 |

| Dd | st | st | st | O24 | niwt |

| Dd | st | st | st | O24 | niwt |

| Dd | st | st | st | O24 | niwt |

| Dd | st | st | st | O24 | niwt |

| anx | n · x | tA · tA | N23 · N23 |

| anx | n · x | tA · tA | N23 · N23 |

| anx | n · x | tA · tA | N23 · N23 |

| anx | n · x | tA · tA | N23 · N23 |

| mn · n | nfr | f · r | O24 | niwt |

| mn · n | nfr | f · r | O24 | niwt |

| mn · n | nfr | f · r | O24 | niwt |

| mn · n | nfr | f · r | O24 | niwt |

| Hwt | t · pr | kA · Z1 | p · t | H | A40 |

| Hwt | t · pr | kA · Z1 | p · t | H | A40 |

| Hwt | t · pr | kA · Z1 | p · t | H | A40 |

| Hwt | t · pr | kA · Z1 | p · t | H | A40 |

孟菲斯在几乎长达4千年的历史中有过许多不同的名字。《希伯來語經卷》中的挪弗一般是指孟斐斯。孟斐斯是古埃及的一座重要城邑。它在古埃及的名称是Inbu-Hedj（意为“白城”）。
由于它的大小，有时候人们也以其他的名字来称呼它。而这些名字通常来源于附近其他在某个时期重要的建筑或地区名。例如，根据一段第一中间期的记载，它被称呼为Djed-Sut（永恒的地方）而这是特提金字塔的名称。
在某个时期，这座城市也被称为Ankh-Tawy（意为“两片土地上的生命”（Life of the Two Lands））。这个名称显示了它位于上埃及和下埃及之间重要的战略地位。它能追溯到中王国时期并经常出现于古埃及的记载中。有一些学者们主张这个名字指的是城市的西部，位于卜塔神庙和萨卡拉墓地之间的有着一棵神树的地区。
在新王国开始的时候（公元前1550年），孟菲斯被称为Men-nefer（意为“不朽和美丽的”），在科普特语中写作Menfe。现在英文中的Memphis来自于希腊文对于Menfe的翻译，而这个名字最初被用来称呼位于城市西边的佩皮一世金字塔。
埃及历史学家曼涅托将这座城市称为Hut-kaPtah（意为“卜塔灵魂的所在”），他将这个名字在希腊文中写作Aί γυ πτoς（Ai-gy-ptos）。拉丁文中则写成AEGYPTVS，最终变成了现代英文中的Egypt。对科普特人的称呼（Copt）也被认为是来自于这个词。
在圣经中，门菲斯被称为Moph或Noph。

## 归属

### 地点
孟菲斯位于开罗南部20公里的尼罗河西岸。位于开罗南方的一些现代城市和小镇例如拉希納村，代赫舒尔，阿布希尔，Abu Gorab，Zawyet el'Aryan都在孟菲斯的范围内（29°50′58.8″N 31°15′15.4″E / 29.849667°N 31.254278°E）。同时，这座城市也是上埃及和下埃及的分界点（上埃及的第22个诺姆，下埃及的第一个诺姆）。

### 人口
目前没有人居住在孟菲斯的遗址处。距离孟菲斯最近的定居点是拉希納村。而因来源不同，估计出的孟菲斯的历史人口也有很大的不一致。根据T. Chandler的估计，孟菲斯曾经有3万人居住，并且在它建立直到公元前2250年左右和公元前1557到1400年之间是世界上最大的城市。K.A.Bard对于人口的估计比T. Chandler要保守，她认为这座城市在古王国时期有大约6000人居住。

## 历史

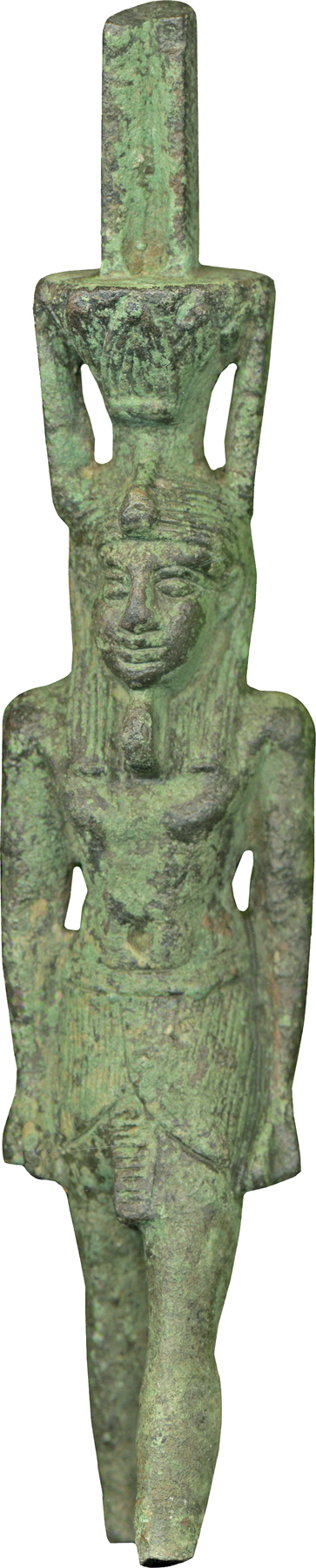
这是一个描绘神奈夫顿的仪式性的物品，她主要于孟菲斯得到祭祀。华特斯艺术博物馆。

孟菲斯在古王国时期连续做了8个王朝的都城，并于第六王朝时期作为卜塔（创造与艺术之神）崇拜的中心而达到了顶峰。保卫卜塔神庙的雪花石制斯芬克斯仍讲述着这座城市曾经的力量和荣耀。由神卜塔，塞克迈特和他们的儿子奈夫頓组成的孟菲斯三位神灵构成了这座城市崇拜的中心。
在第十八王朝和新王国开始之后，孟菲斯随着底比斯的崛起经历了一小段衰落时期。但在亚历山大港建城之前于波斯人的手中得到了复兴。在古罗马时期亚历山大港是最重要的城市，而孟菲斯在福斯塔特于公元641年建城之前一直是埃及第二重要的城市。但在后来它却遭到了抛弃，并成了附近居民点的采石处。在12世纪之前，它仍是一处雄伟的遗迹，但随着时间的推移逐渐变成了一处仅比低矮的遗迹和分散的石块要好的遗存。

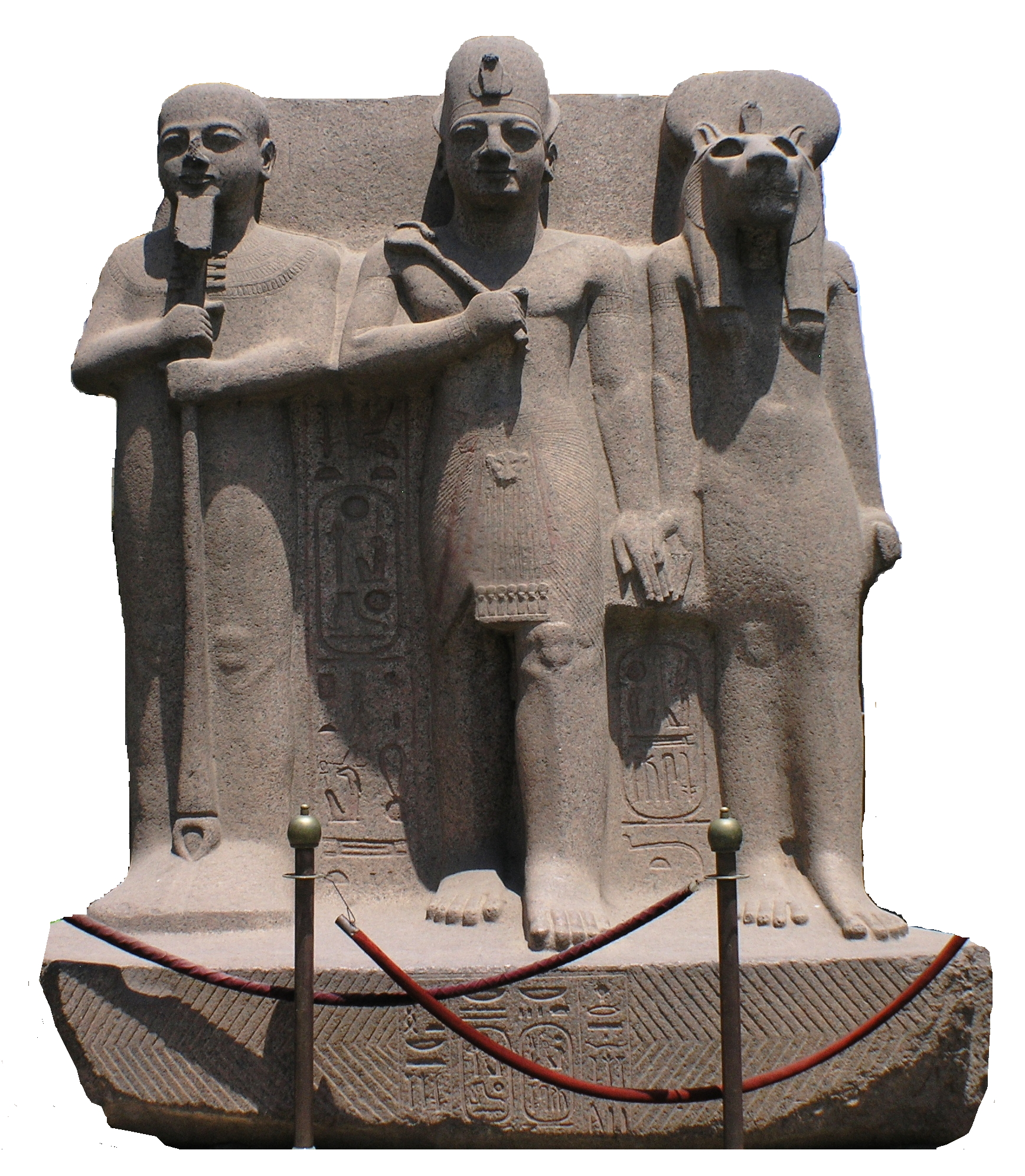
卜塔和賽克邁特站在拉美西斯二世的两边。

### 传奇的历史
曼涅托记载的传说中提到第一位统一上下埃及的法老美尼斯在用堤坝将河分隔开来，之后于河岸上建立了他的都城。希腊历史学家希羅多德也提到了一个类似的故事。他在波斯帝国时期访问了这座城市，并发现这个国家的统治者非常注意对堤坝的维护以保证城市不受每年河水泛滥的影响。希羅多德认为这座城市于在他造访之前2500多年之前于公元前3100年左右建城。
有一种理论认为美尼斯是一位传说中的法老，就像罗马帝国的罗慕路斯一样。还有一些人认为上下埃及是因为共同的需求而联合在一起的，并发展出了共同的文化和贸易伙伴，而且上下埃及联合之后的第一个都城毫无疑问是孟菲斯。古埃及学家还在那尔迈石板上发现了美尼斯和征服下埃及尼罗河三角洲并称呼自己为法老的那尔迈。这个石板能追溯到公元前31世纪，因此印证了由美尼斯将上下埃及联合起来的传说。2012年，一段描述前王朝时期法老Iry-Hor参观孟菲斯的碑文在西奈被发现了，由于Iry-Hor比那尔迈还要早两代，这证明那尔迈并不是城市的建立者。

### 古王国时期
这座城市在古王国时期留下来的信息很少。它是自第一王朝时开始统治孟菲斯地区的法老们的都城。据曼涅托所述，在美尼斯统治的早期，王权的中心位于南方的提尼斯。
曼涅托还记载道，古代的资料表明“白城”（the white walls）是由美尼斯所建。在一些记载中它被称为“白色的堡垒”（Fortress of the White Wall），有可能是法老为了更好的控制这两个以对方为对手的王国而将权利的中心转移来的。第三王朝时期位于薩卡拉的左赛尔建筑群变成了皇室仪葬室，有着所有和皇室有关的东西：神庙，圣地，纪念地，行宫和营房。
孟菲斯的黄金时期始于第四王朝这一时期，孟菲斯仍作为戴有双冠的法老们的住所以及将两个王国联合起来的神圣象征。卜塔神庙中会进行加冕仪式和大赦等纪念日的庆祝活动，例如赛德节的庆祝仪式。关于这些仪式最早的迹象发现于左赛尔（Djoser）室中。
同时开始了神职人员在卜塔神庙中进行祭祀的传统。皇室和贵族高官们的葬礼仪式所需献出的食物和其他物品显示了这座神庙的重要性。这座神庙也于孟卡拉统治早期被记载在巴勒莫石碑的年鉴上，从记载中我们得知孟菲斯的高阶祭司们成对进行祭祀工作，而这种情况至少持续到了特提的统治时期。
这段时期孟菲斯的建筑形式和在吉萨的很像。最近的考古活动在第四王朝的王室墓地发现那段时期王国的重心放在皇室墓地的建造上。而这一见解的有力证据来自于城市的名称，它和第六王朝时期修建的佩皮一世金字塔一样。接着，孟菲斯变成了一个艺术和建筑学实践场所，充满了对前任法老们的纪念性建筑。

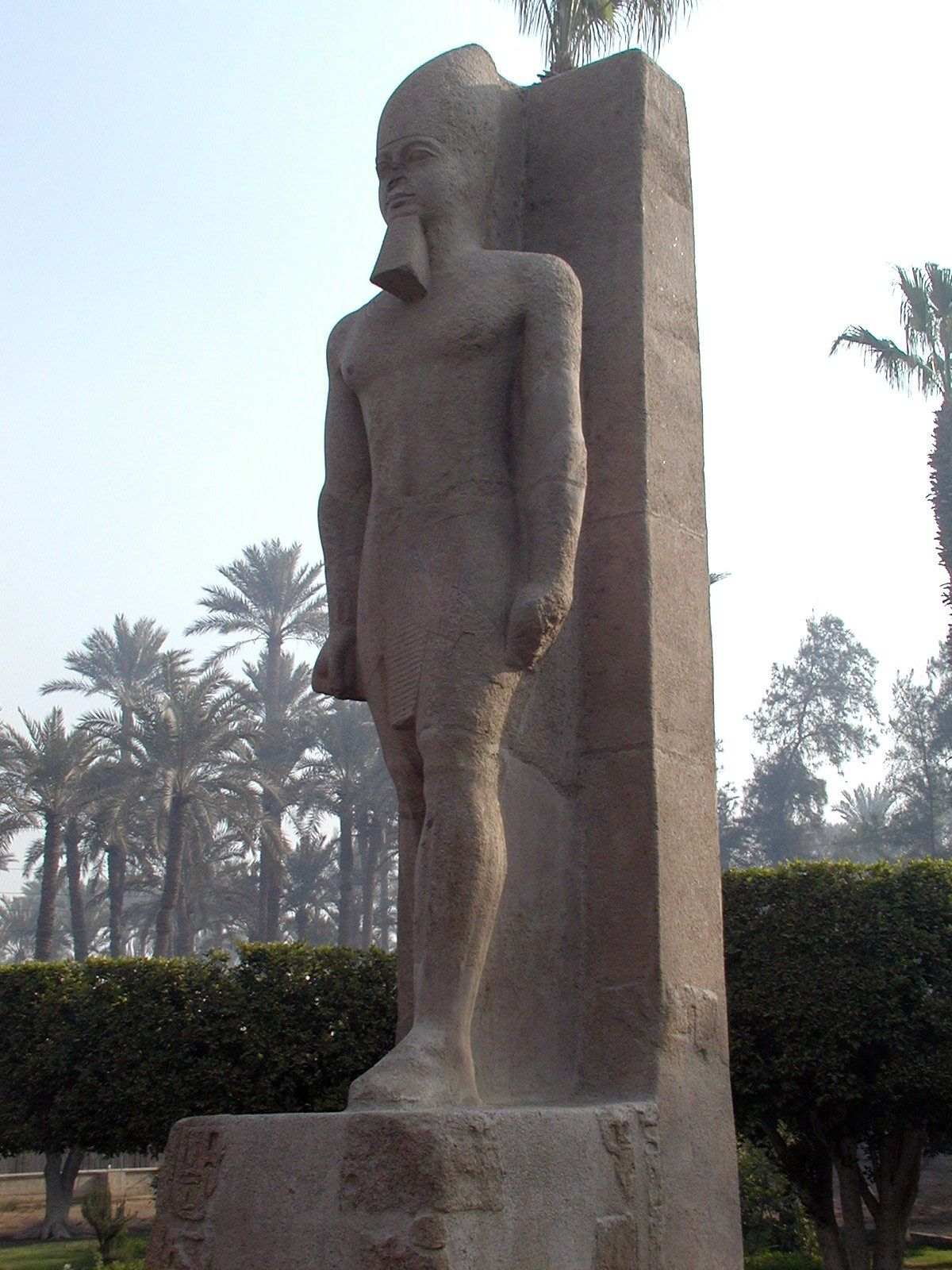
以拉美西斯二世的名义修复的中王国时期雕塑。

所有墓地都被由工匠居住的帐篷所包围，而他们的唯一工作就是建造皇室坟墓。神庙们由神圣坦密诺斯（Temenos）相连，道路和运河则联系着不同的港口，这一景象向四面八方蔓延了好几公里。孟菲斯变成了真正意义上的大都市带。城市的边界不断地向外扩张，而中心地带仍位于卜塔神庙建筑群附近。

### 中王国时期
在中王国前期，埃及的都城和政治中心移去了位于南方的底比斯，这导致孟菲斯经历了一段时期的低潮。于卜塔神庙西边手工匠区和墓地的发掘表明，虽然孟菲斯已不是政治中心，但它仍是埃及在商贸和艺术上最重要的城市。
同时发现的遗迹也展现了这段时期孟菲斯的建造重心。一个有阿蒙涅姆赫特一世名字的巨大花岗岩祭台上记载了一位法老为真实之主（master of Truth）卜塔建造了一座神殿。另外一些发现的带有法老阿蒙涅姆赫特二世名字的石块则在拉美西斯二世修筑巨大的外墙之前被用作支撑巨大石块的地基。据一块记载这段时期皇室活动的石板上的记述，法老们还进行了以采矿为目的的远征，国境外有因远征而建立的营地，雕像和纪念物则被竖立起来以祭祀神圣的神灵。在卜塔神庙的废墟中发现了一块印有名字的石头，上面记载了将建造建筑物的承诺作为对孟菲斯神灵的礼物。而且，在这里发现的很多经过新王朝时期修复的雕塑能追溯到第十二王朝时期，例如在神庙废墟当中发现的曾以拉美西斯二世的名义修复的两座巨大石像。
根据希罗多德和狄奧多羅斯的记载，阿蒙涅姆赫特三世建造了卜塔神庙的北门。和这位法老有关的遗迹是在Flinders_Petrie所进行的发掘中被发现以及得到确认的。另外一个值得注意的地方是卜塔神庙高阶祭司的马斯塔巴在这段时期建造在萨卡拉皇室金字塔的附近，这表现了孟菲斯的皇室和祭司有着密切的联系。而这一倾向在第十三王朝得到了延续，有一些法老葬于萨卡拉，这证实了孟菲斯在王国内仍保持非常重要的地位。
在喜克索斯人变得强大并入侵埃及的时期（公元前1650年），孟菲斯遭受到了围攻。在陷落之后，喜克索斯人的国王拆卸，抢劫或损毁了许多孟菲斯的雕像和纪念碑，并于后来将劫掠来得物品运往他们位于阿瓦里斯的新首都。皇室宣传的证据后来被人们发现，并认为是第十七期王朝的底比斯法老们所为，他们于半个世纪之后重新夺回了王国。

### 新王国时期
第十八王朝随着底比斯人战胜入侵者而展开了。尽管阿蒙霍特普二世和图特摩斯四世的统治时期都将一部分皇室的重心放在孟菲斯，但是主要的权力仍在南方。随着他们统治所带来的和平时期，孟菲斯因它的地理位置而再一次迎来了繁荣。加强的于其他国家的贸易网络让Peru-nefer港变成了通往王国和其他地方（例如朱拜勒和黎凡特）的窗口。
在新王国时期，孟菲斯还变成了皇室公主和贵族男孩门的教育中心。在孟菲斯出生并长大的阿蒙霍特普二世在他的父亲统治时期成了setem—下埃及的高阶祭司。在图特摩斯四世还是孟菲斯的年轻王子的时候，他感受并记录了一个著名的梦。在对遗址进行发掘的时候，它在卜塔神庙的东边发现了一些有着图特摩斯四世名字的石块和破损的柱廊。这些遗存来自于一个皇室建筑，很有可能是一个正式的宫殿。
在遗址处找到的阿斯塔尔塔神庙（希罗多德曾错误地认为这是为希腊女神阿佛洛狄忒而造的）也能追溯到第十八王朝时期，准确的来说是阿蒙霍特普三世的统治时期（公元前1388/86年至1351/1349年）。这位法老在孟菲斯最重要的杰作是一座被称为“Nebmaatra和卜塔联合在一起”（Nebmaatra united with Ptah）的神庙。这座神庙在他统治的时期被多次提到，例如在描述孟菲斯高阶管理员（High Steward of Memphins）于伊（Huy）事迹的记载中。这座神庙的具体地址至今仍没被发现，但是来自神庙的石英岩石块后来被拉美西斯二世（公元前1279至1213年）用来修筑一间小型的卜塔神庙。而这让一些古埃及学家认为这座神庙建于阿蒙霍特普三世所建造的神庙之上。
根据在孟菲斯发现的铭文记载，阿肯那顿（公元前1353/51年至公元前1336/34年，又称阿蒙霍特普四世）在城中建立了一座阿頓神庙。其中一位掌管祭祀的祭祀的墓室被发现于萨卡拉。他的继承者图坦卡蒙（公元前1332至1323年）在统治的第二年的晚些时候将宫廷从阿玛那迁至孟菲斯。在经历过被认为是異端的对太阳神阿托恩的崇拜之后，图坦卡蒙在孟菲斯对神庙进行了修复并恢复了一些以往的传统。
在他统治时期重要政府官员如哈伦海布和玛雅的墓地位于萨卡拉，而哈伦海布后来因成为法老（公元前1319至公元前1292年）而被葬于国王谷。在图坦卡蒙和阿伊的统治时期，他是图坦卡蒙军队的指挥官，而玛雅则在图坦卡蒙，阿伊和哈伦海布的统治时期是国库的监督官。阿伊在图坦卡蒙的统治时期是首席部长，并在他之后成为了法老（公元前1323年至1319年）。为了巩固他的权力，他取了阿肯那顿和娜芙蒂蒂的六个女儿中的第三位，图坦卡蒙的遗孀Ankhesenamun，但他的命运现已不得而知。哈伦海布则在他迎娶娜芙蒂蒂的姊妹Mutnodjemet时做了同样的事。
由于离新任首都培爾—拉美西斯非常接近，孟菲斯在拉美西斯二世的统治时期得到了新的政治上的重要性。这位法老用巨大象征着荣耀的符号来装饰孟菲斯的纪念性建筑。他的继承者麦伦普塔（公元前1213年至1203年）建造了一座宫殿和卜塔神庙东南方的墙壁。在第十九王朝早期，孟菲斯因王室的注意而得到了一些特权，而这个时期也留下了最为明显的遗迹。

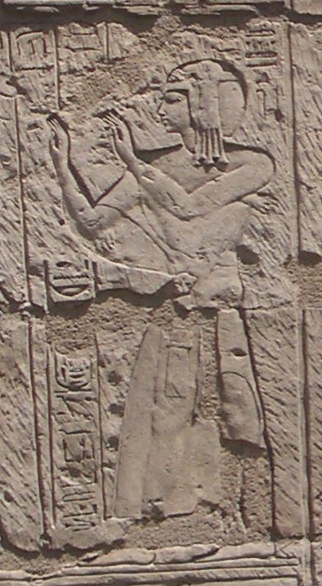
卜塔高阶祭司Shoshenq的浮雕。

在第21和22王朝时期，拉美西斯启动了一系列宗教建筑物的修建工程。在第三中间期，埃及的地缘政治产生了很大的变动，但孟菲斯并没有因此衰落。这个时期的法老们在建造位于孟菲斯东北方的新首都塔尼斯时重现了孟菲斯的宗教狂热。在遗址处发现的殘骸证明那里也有一座卜塔神庙。据记载，法老Siamun在卜塔神庙的南方建造了一座献给阿蒙神的神庙，神庙的遗迹于20世纪早期被弗林德斯·皮特里所发现。
据描述建立22王朝的法老舍顺克一世建筑上的成就的碑文所述，他建造了卜塔神庙的前庭和高塔，他将之称为“受阿蒙神眷顾，舍顺克万世不朽的城堡”（Castle of Millions of Years of Sheshonk, Beloved of Amun）。围绕着这个纪念性建筑群的祭祀死者的区域在建成之后还被使用了很长一段时间，这让一些学者们认为这片地区包括了法老们的皇家墓室。舍顺克一世还新建造了一座阿匹斯神庙，这座神庙被用于举行葬礼仪式，在仪式中，人们会献祭一头牛并将其制成木乃伊。
在城镇广场的西边，人们发现了一个属于孟菲斯高阶祭司的墓地，墓地的时间能追溯到第22王朝。墓地中有奥索尔孔二世的儿子，Shoshenq王子所建造的一座献给卜塔的小礼拜堂。而Shoshenq的墓地被Pierre Montet发现于萨卡拉。这座小礼拜堂现位于开罗的开罗国家博物馆花园中，它位于同样是运自孟菲斯的拉美西斯二世的三位巨像之后。

### 古埃及后期
在第三中间期和古埃及后期，孟菲斯位于埃及本土王国和外来入侵者（例如库施人，亚述人和波斯人）的交替统治之下。
库施帝国的国王皮耶在入侵成功后建立了第二十五王朝，王朝的统治中心位于纳帕塔。位于博爾戈爾山的阿蒙神神庙中的胜利石碑记载了皮耶对埃及的征服。在夺取了孟菲斯之后，他修复了在利比亚人统治时期被疏于维护的神庙和宗教建筑。他的继任者在卜塔神庙的西南方建造了一些小型礼拜堂。
在新亚述帝国强大的威胁下，孟菲斯成了一系列混乱的中心。在塔哈尔卡的统治时期，孟菲斯成了抵抗前锋的基地。当库施王向南逃往努比亚之时它被攻破了。亚述王阿萨尔哈东在一些埃及王子的协助下于公元前671年夺取了孟菲斯。他的军队洗劫了城市，并屠杀了当地居民，还将他们的头堆砌成一个个头堆。阿萨尔哈东带着他的战利品回到了他的首都尼尼微并树立了胜利石碑，碑刻的上显示塔哈尔卡的儿子们被用链条束缚在一起。当国王离刚一离开，埃及人马上掀起了反抗亚述人统治的活动。

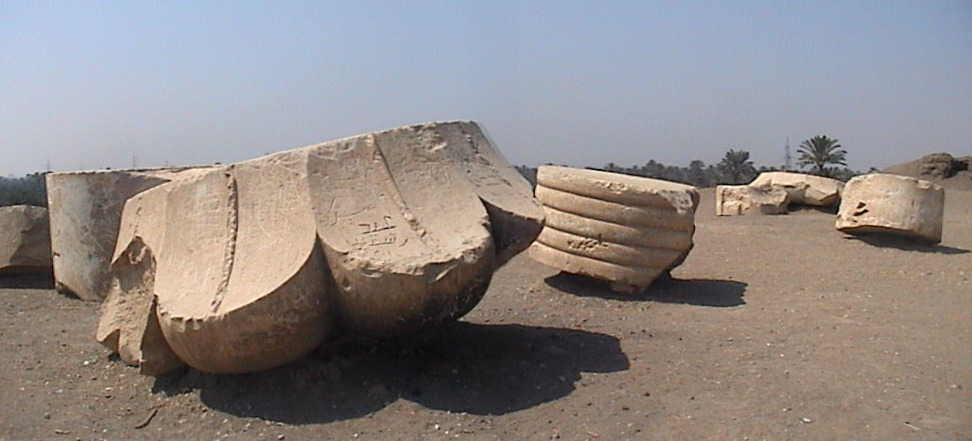
阿普里伊宫殿的残骸，孟菲斯。

在亚述帝国，亚述巴尼拔继续了他的父亲对埃及的侵略，在一次公元前664年的侵略中，孟菲斯再一次遭到了洗劫，法老坦沃塔玛尼在追逐下逃往努比亚，亚述帝国占領埃及全境，而这表示着库施人对埃及统治的结束。之后，埃及重归埃及人的统治之下。亚述帝国在50年后被新巴比伦帝国征服，出于对巴比伦入侵的担心，法老们重建了城市并加强了它的防御工事，而这体现在在法老阿普里伊所修建的宫殿中。
公元前539年新巴比伦帝国被波斯阿契美尼德王朝征服，在波斯统治中，城市的建筑得到了保留和修复，而孟菲斯也成了征服埃及的总督的行政中心。一个波斯得防卫部队驻扎在城市中，可能位于城市的北墙，阿普里伊的豪华宫殿附近。弗林德斯·皮特里所进行的发掘显示那个区域还有一个军械库。在一个半世纪中，孟菲斯都是埃及总督的治所，并正式成了阿契美尼德人所建立的广大帝国的商业中心。
由当时在位的法老在萨卡拉的塞拉比尤姆神庙中树立的石碑是了解这段时期孟菲斯的关键。在古埃及后期，埋葬神牛的地下墓穴越建越大，这是整个国家宗教本质（hypostasis）发展的表现，特别是在孟菲斯和它附近的墓地。希罗多德认为征服者并不尊重埃及神圣的传统，而这些发现以及一座冈比西斯二世所建的宗教性建筑反驳了这种说法。
埃及的民族主义者逐渐觉醒，但时间略为短暂。阿米尔塔尼乌斯在公元前404年结束了波斯人对埃及的统治。但他在公元前399年10月在孟菲斯被尼斐利提斯一世所击败并被杀。尼斐利提斯一世随后建立了第二十九王朝。对阿米尔塔尼乌斯的处决被记录在一个阿拉米语的纸莎草文件中（Papyrus Brooklyn 13）。尼斐利提斯一世将首度迁往尼罗河三角洲东边的门德斯，孟菲斯失去了它作为政治中心的地位。但它仍保持了宗教，商业和战略中心的地位，并成了用于抵挡波斯人重夺埃及的基地。
内克塔内布一世在全国开始了一系列对于神庙的修复工作。他于孟菲斯的卜塔神庙新建了新的庙墙，建筑群内部的神庙和礼拜堂也得到了修缮。内克塔内布二世除了继续这些工程之外还新建了大型的圣殿，并用高塔，雕塑和两旁饰有狮身人面像的道路来装饰它们，这其中值得注意的是位于萨卡拉墓地的圣殿。这位法老除了防止波斯人对埃及的入侵，还在公元前343年对波斯进行了一次大型进攻，但却在帕路修斯被打败。之后，内克塔内布二世向南逃回了孟菲斯，并在那遭到了波斯国王阿尔塔薛西斯三世的围攻。最终，法老逃往上埃及，并从那里逃到了努比亚。
据一个发现于萨卡拉，并能追溯到法老Khababash（公元前338至335年）统治的第二年的神牛石棺上的记载，他给孟菲斯带来了短暂的解放。但最终大流士三世的军队重新夺取了对城市的控制权。
在古埃及后期，孟菲斯数次遭受外族的入侵，并在之后得到了解放。城市还遭到了数次围剿，而随之而来的都是埃及历史上最血腥残暴的战斗。除了在同盟希腊的帮助下取得霸权的阿契美尼德王朝之外，埃及从未落入入侵者之手，但孟菲斯也从此失去了国都的地位。公元前332年，希腊人来到了埃及并从波斯人手上夺得了埃及的控制权。从此，埃及在1952年的埃及七月革命之前再没有受到埃及人的统治。

### 托勒密时期

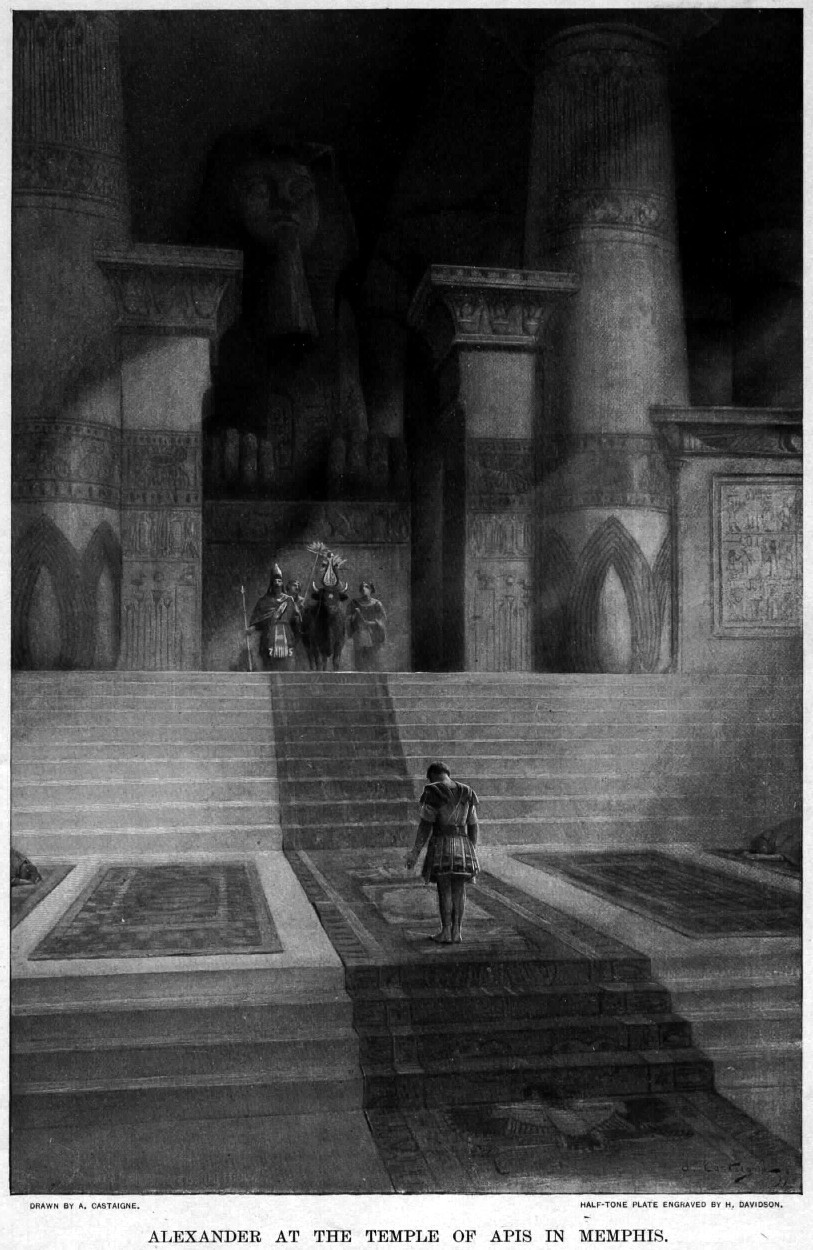
亚历山大大帝在孟菲斯的阿比斯神庙中，André Castaigne（1898至1899年）。

公元前332年，亚历山大大帝在卜塔神庙加冕为王，在他死后，埃及迎来了托勒密时期。在这段时期之内，孟菲斯仍然保持了在埃及的重要地位，特别是在宗教方面。在亚历山大大帝于公元前323年在巴比伦逝世之后，托勒密一世强忍着悲痛将亚历山大大帝的遗体运到孟菲斯。并宣称亚历山大大帝表达了希望被葬在埃及的愿望，他接着将亚历山大大帝的遗体运往卜塔神庙的中心区域，在那里，卜塔神庙的祭司们对亚历山大大帝的遗体进行了防腐处理。按传统，马其顿王国的国王有安葬先任君主的权利。托勒密二世后来将亚历山大大帝的石棺运往了位于亚历山大港的皇家陵墓，但那座陵墓的位置现在已不得而知。据埃里亚努斯的记载，预言家Aristander曾对亚历山大大帝的安息之地预言到“会感到高兴，并永不被征服”（would be happy and unvanquishable forever）。
亚历山大大帝死后，埃及开始了托勒密王国时期，在这一时期，孟菲斯开始逐渐衰败了下去。托勒密一世第一次将对塞拉比斯的崇拜引入埃及，并在萨卡拉地区开始了对他的祭祀活动。从这段时期开始，人们在萨卡拉的塞拉比尤姆神庙大兴土木，建造了诗人房间（Chamber of Poets），通往神庙的大道，以及一些其他的希腊化建筑。这座神庙的名声甚至传到了埃及以外的地方，但后来被由托勒密三世建造的亚力山大港塞拉比尤姆神庙所超过。
托勒密四世和托勒密五世于公元前216和196年分别颁布了孟菲斯法令。王国主要神职人员代表在卜塔神庙高阶祭司以及法老的面前于宗教会议制定了王国未来的宗教条例，税费额度，新的基金以及给法老的贡物。这些法令被用三种语言（世俗体，圣书体和古希腊文）记录在石碑上。最著名的一块就是罗塞塔石碑，人们利用它于19世纪破译了古埃及文字。
发现的属于这个时期的其他石碑以及墓葬促进了人们对这个时期由孟菲斯高阶祭司门组成的卜塔高阶祭司王朝的宗谱的了解。他们与位于亚历山大港的皇室有着非常紧密的血统关系，高阶祭司们和托勒密王朝的公主们会进行联姻，以加强两个家族之间的联系。

### 衰落及遗弃
当罗马人到来之后，孟菲斯和底比斯一样将它们的地位永远的让给了面朝罗马帝国的亚历山大港。对最适合埃及新任统治者的意识的二合一神灵-塞拉比斯神崇拜的增加，以及基督教在埃及的生根及发展，意味着孟菲斯古代崇拜的末路。
这座城市在拜占庭时期和科普特时期之间逐渐消失，并成了附近定居点的采石场。这些定居点包括了一座阿拉伯人在7世纪占领埃及之后新建的都城。在孟菲斯以北修建的福斯塔特和之后修建的开罗都使用了从孟菲斯神庙和墓地拆卸下来的石料。在公元13世纪，阿拉伯编年者Abd-ul-Latif参观了孟菲斯遗址，并对其描述道：
|  | Enormous as are the extent and antiquity of this city, in spite of the frequent change of governments whose yoke it has borne, and the great pains more than one nation has been at to destroy it, to sweep its last trace from the face of the earth, to carry away the stones and materials of which it was constructed, to mutilate the statues which adorned it; in spite, finally, of all that more than four thousand years have done in addition to man, these ruins still offer to the eye of the beholder a mass of marvels which bewilder the senses and which the most skillful pens must fail to describe. The more deeply we contemplate this city the more our admiration rises, and every fresh glance at the ruins is a fresh source of delight ... The ruins of Memphis hold a half-day's journey in every direction. |

- 译文：这座城市非常古老而且占地巨大，尽管它经历过王朝更迭，并受到过不止一次的摧毁，将其从地面上抹去，将建造它的石头运走，将装饰它的雕像摧毁；尽管，除了人们之外，四千年的时光也将其损毁，这些废墟带给人们的仍是一场华丽的视觉盛宴，让人们不知所措，这世界上最精巧的笔尖也不足以描述它的伟大。随着人们注视着这座城市，它在人们心中的地位也越发高大，对这片废墟的每一窥都是欢乐的源泉……孟菲斯遗址的各个方向都要花半天时间成参观。

尽管我们现在看到的孟菲斯遗址和那位阿拉伯历史学家所见过的相比不值一提，但是他的记载启发了一些考古学家。19世纪对于孟菲斯遗址的第一次发掘和弗林德斯·皮特里在此所进行的一系列发掘现已能够让人们一窥孟菲斯往日的荣耀。孟菲斯及其墓地，包括石制坟墓，马斯塔巴，神庙和金字塔，都于1979年被列入联合国教科文组织的世界遗产名单内。

## 遗迹
在新王国时期，特别是第十九王朝法老们统治的时期，孟菲斯的权利和面积都急剧扩张，并在政治上和建筑上能与底比斯一较高下。在塞提一世献给卜塔神的一座小礼拜堂中发现了这次对孟菲斯发展的证据。经过一个多世纪对孟菲斯的发掘，考古学家们已经能够逐渐确定这座古城的布局安排。

### 大卜塔神庙

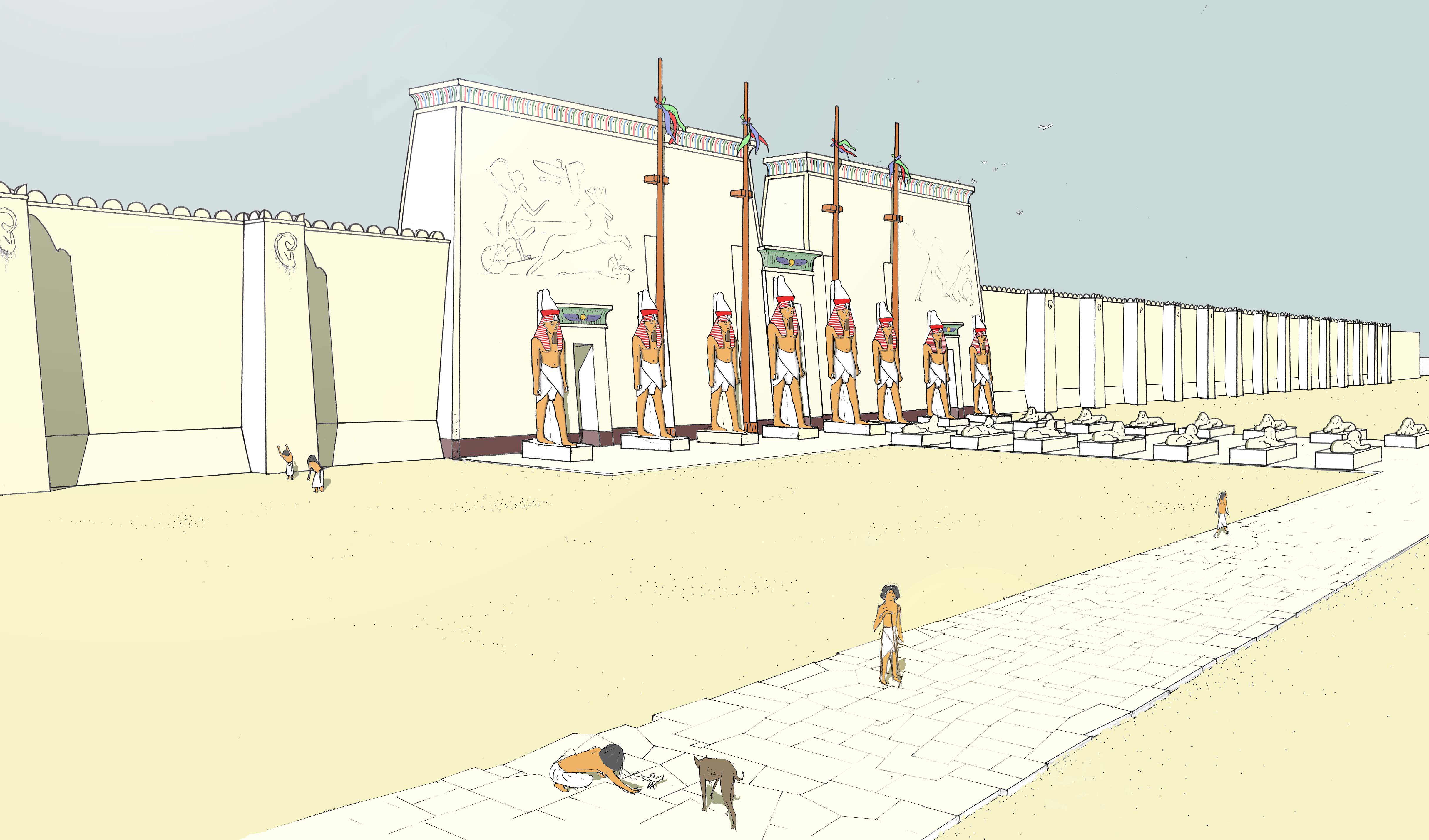
艺术家笔下的孟菲斯大卜塔神庙西面前庭。

献给卜塔的豪特-卡-卜塔（Hout-ka-Ptah）是古孟菲斯城中最大也是最重要的神庙。它是城中最为突出的建筑物，在城市中心的区域占了很大一块面积。并在数个世纪以来的崇拜中不断得到扩张及丰富，这座神庙是古埃及最为重要的三个祭祀地点之一，另外两个是赫里奥波里斯的拉神神庙和底比斯的阿蒙神神庙。
对于这座神庙的大部分了解来自于希罗多德的记载，他于新王国时期很久之后的波斯人第一次入侵时期游览了这个地点。希罗多德认为在这座神庙是法老美尼斯所建立的，而且神庙的核心建筑只有祭祀和法老才能进入。但是他并没有对神庙的外观进行描述。上个世纪的考古发掘逐渐的清理出了神庙的遗址，发掘显示这是一座被巨大城墙包围起来的建筑群，在南面，西面和东面有着数个纪念碑似的门。
神庙和它的建筑遗址现在作为一座生态博物馆成列于拉美西斯二世巨像不远处，而这座巨像原本位于神庙南方的中轴线处。在这里还有一座巨大的斯芬克斯雕像，它于19世纪被人发现并能追溯到第十八王朝，很有可能雕刻于法老阿蒙霍特普二世或者图特摩斯四世的统治时期。它是目前还位于原址的这种石雕中保存的最好的例子。
这座室外博物馆还有许多其他的石雕，巨像，斯芬克斯以及建筑部件。然而，大部分被发现在残骸都被卖与了世界上主要的博物馆。其中很多现在展示于开罗的开罗国家博物馆。
神庙具体的外观至今仍不清楚，而且只有通往神庙外围的主要通道被人们所知晓。最近的考古发掘发现了用来装饰大门或者高塔的巨像，而这些巨像能追溯到法老拉美西斯二世的统治时期。拉美西斯二世同时还在神庙中建造了至少三座神龛，在此，崇拜和他们所献与的神灵联系在一起。

### 拉美西斯二世建造的卜塔神庙
这座小型神庙位于比它大的卜塔神庙的西南角，它被献给神化了的拉美西斯二世，以及另外三位神明：荷鲁斯，卜塔和阿蒙。它现在的全名是拉美西斯卜塔神庙，受阿蒙神的眷顾，神，赫里奥波里斯的统治者。
它的遗迹被考古学家Ahmed Badawy发现，而Rudolf Anthes则于1955年对抑制进行了发掘。这次发掘行动揭示了一个有着高塔的宗教建筑，一个用于贡品仪式的庭院，一个有着圆柱的柱廊，尽头是一个圆柱大厅以及一个三重圣所，它们全部被密封在由泥砖建成的墙内。神庙表面最近能够追溯到新王国时期。
神庙面朝东方一条由其他宗教建筑铺成的道路。在此进行的考古发掘显示城市的南方的确有许多的宗教建筑并且极度崇拜孟斐斯的主神，卜塔。

### 拉美西斯二世建造的卜塔和塞克迈特神庙
这座神庙位于城市的东面，在拉美西斯巨像附近。这座小型神庙能最速到第十九王朝，看上去是献给卜塔和他的神圣配偶賽克邁特以及神化了的拉美西斯二世。它的遗址并不像周围的建筑那样被保护的很好，而且它的石灰岩地基看上去像是在城市被抛弃之后被人挖了出来。
两个面朝西方用来装饰神庙外墙的巨大石像能追溯到中王国时期。现在他们已被移往孟菲斯博物馆内部，上面的雕刻描绘了法老面朝行军的方向，带着象征上埃及的白冠。

### 麦伦普塔建造的卜塔神庙
在神庙建筑群的东南方，第十九王朝的法老麦伦普塔为纪念城市的主神卜塔而建造了一座新神殿。弗林德斯·皮特里在20世纪早期发现了这座神庙，并辨认出了希罗多德曾引用过的对希腊神普罗透斯的描述。
Clarence Stanley Fisher在第一次世界大战期间对这个遗址进行了发掘。发掘开始于神庙的前部，这个地方由一个大概15平方米的天井组成，南方有一扇刻有法老名字和卜塔称号的大门。目前，这座神庙只有这个部位得到了发掘，而位于北方的内庭建筑仍然还没有被探寻过。在发掘中，考古学家们发现了大型泥砖制建筑物的首个痕迹，很快这就被证实是建造在神庙旁边的仪式性宫殿。有一些石制神庙的关键建材被埃及政府捐赠给了宾夕法尼亚大学博物馆，作为在金钱上支持发掘的报答，而剩下的则在开罗博物馆。
这座神庙在新王国时期一直被人使用，但它后来逐渐遭到了抛弃并被平民挪作他用。渐渐地，这座神庙被城市活动所掩埋，对于神庙的地层学分析显示在古埃及后期，神庙已经成了废墟，并很快埋没在新造的建筑物之下。

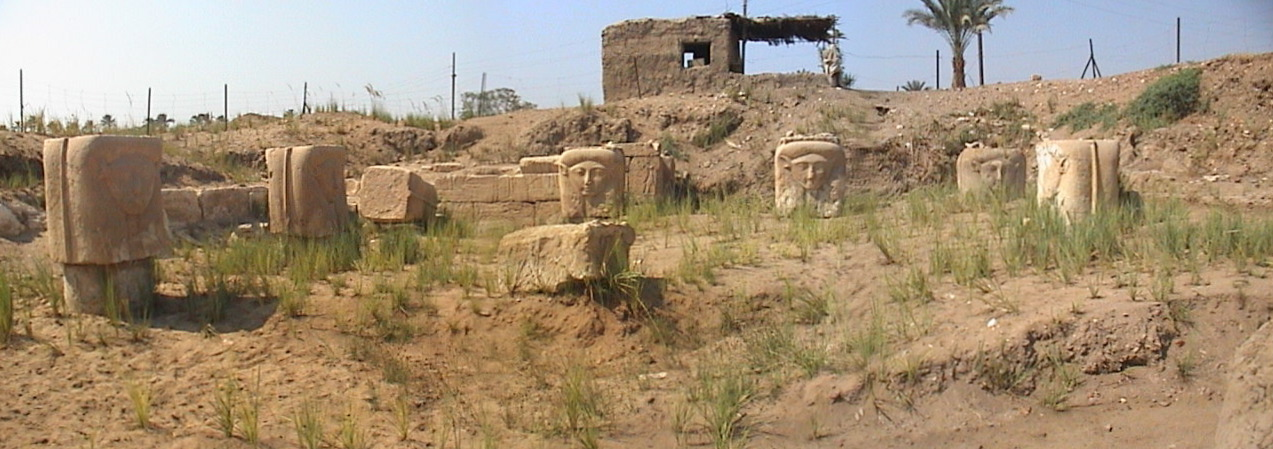
孟菲斯哈索尔神庙遗址。

### 哈索尔神庙
Abdullah al-Sayed Mahmud在20世纪70年代于卜塔神庙南庙墙处发现了这座能够追溯到拉美西斯二世统治时期的小神庙。它被献给Sycamore女士，爱神哈索尔。这座神庙在建筑上和其他的小型神庙-神殿很像，特别是卡纳克神庙。从神庙的大小来看，这并不是一个哈索尔神的主要神殿，但这的确是在孟菲斯废墟中发现的唯一一个献给哈索尔神的建筑。
一般认为这座神庙主要用于主要宗教节日的游行中。在城市里应该存在着另外一座献给哈索尔的重要神庙，而且它应该是全国最重要的哈索尔神庙之一，但至今人们仍未找到它的地点。一个类似卜塔神庙旁边所找到的洼地也许暗示着它的位置。据古代记载，考古学家们认为它可能存有围墙的遗址以及一个大型纪念碑。

### 其他的神庙
一座献给密特拉神的神庙在孟菲斯的北面被人们发现，这座神庙能够追溯到埃及的罗马时期。希罗多德曾描述过的阿施塔特神庙位于当他参观城市时，城市中预留给腓尼基人的区域。据记载，女神奈特位于卜塔神庙北面，但是目前这座神庙和阿施塔特神庙都尚未被发现。
一般认为孟菲斯还有许多献给卜塔以及其相伴的神灵的神庙。其中有一些已经得到了象形文字的证明，但目前还没有在城市的废墟中发现它们的遗迹。目前，人们在在孟菲斯附近的拉希纳村进行着调查和挖掘行动，以期能加深对这个古代宗教城市的理解。

#### 塞克迈特神庙
一座献给卜塔的妻子，塞克迈特的神庙现在还没有被人们找到，但是它的存在已经得到了古埃及记载的正式。考古学家们正在寻找他的遗址。
它也许在卜塔神庙的区域里面，19世纪晚期的发掘中发现了一块代表“大门”（great door）的石块，上面印有这位女神的名字，另外一个发现是一个刻有拉美西斯二世名字的圆柱，上面还说明拉美西斯二世“受到塞克迈特的眷顾”（beloved of Sekhmet），这两个发现在某种程度上印证了这个猜想。这座神庙还被记载于哈里斯大纸莎草中，据其记载，在拉美西斯三世统治时期，卜塔和塞克迈特的儿子的雕像旁边有一座塞克迈特的雕像，它是受孟菲斯神灵之托建造的，并立于神庙的中心部位。

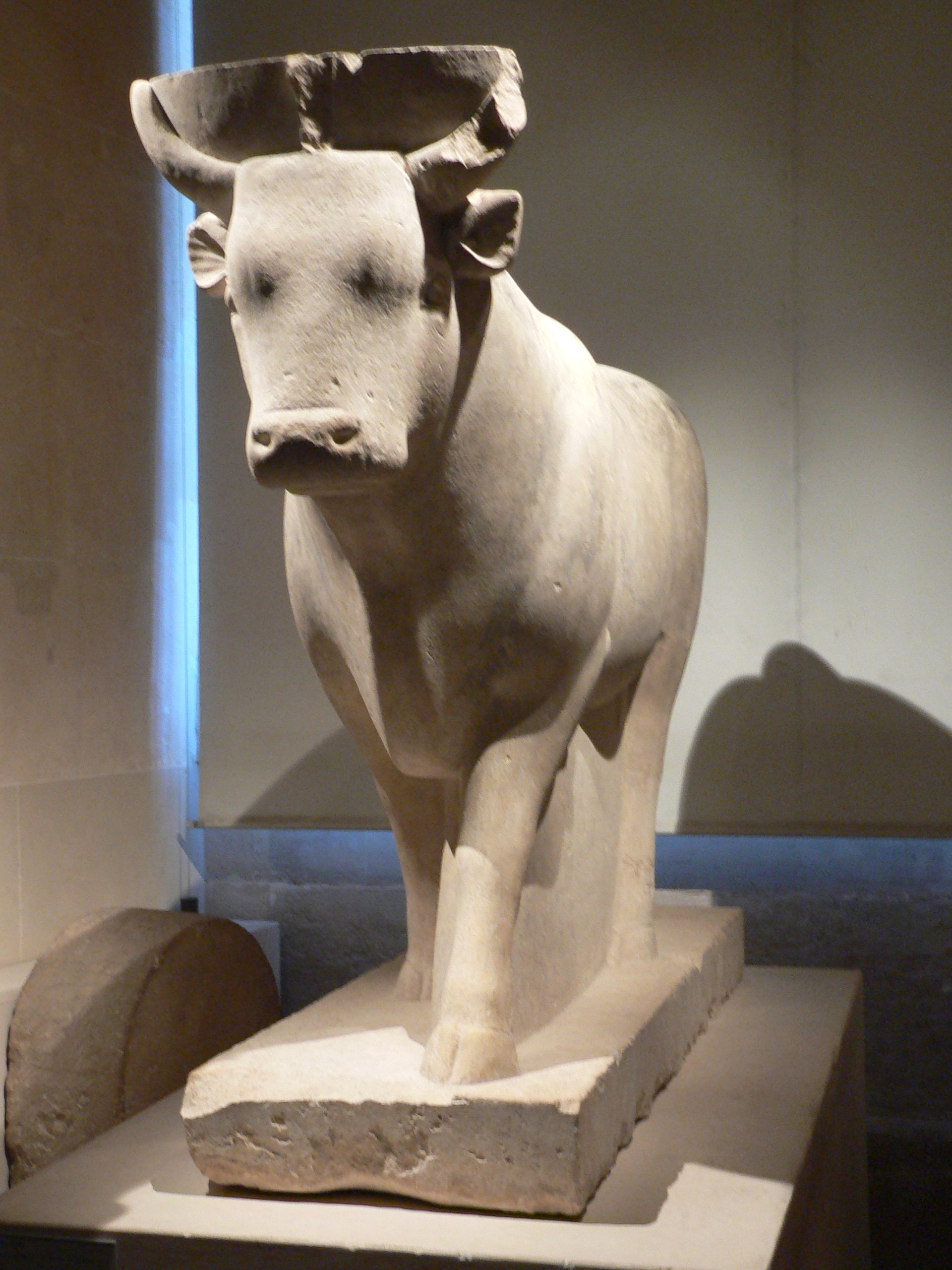
神牛阿比斯的雕像，发现于萨卡拉的塞拉比尤姆神庙（Serapeum）。

#### 阿比斯神庙
孟菲斯的阿比斯神庙是对神牛阿比斯的主祭地点，人们认为阿比斯是卜塔在人世间的代表。一些古典历史学家（例如：希罗多德，狄奥多罗斯，斯特拉博）的著作中都提及了这座神庙，但是现在它的遗址还没有被找到。
据希罗多德的记载，神庙的庭院被有着巨像的列柱廊环绕，而且神庙是在普萨美提克一世统治时期建造的。
古希腊历史学家斯特拉博在罗马军队于亞克興角战胜克娄巴特拉七世之后随军参观了这个地方。据他的记载，这座神庙位于卜塔神庙附近，且两个内庭，其中一个供奉的是神牛，而另外一个则是供奉他的母亲。在神庙里，阿比斯被用于神谕，而他的一举一动都被认为是预言。他的呼吸能够治愈疾病，而在他附近的人都能受到祝福而增加性能力。在神庙中还有一扇为他而开的窗户，在某些重要的节日，他的背上会被放上珠宝和鲜花，并被人引导着在街上游行。
1941年，考古学家艾哈迈德·瓦埃勒（Ahmed Badawy）在孟菲斯发现了第一块描述阿比斯的孟菲斯遗迹。这个地方位于卜塔神庙之内，而且是专门为了对神牛进行遗体保存而建造的停尸间。在萨卡拉发现的一块石碑记载了内克塔内布二世下令对这座建筑进行修复，而在内庭北部发现的建筑部件能够追溯到第三十王朝时期，这证明这座神庙的这个部分在那个时期得到了修复。这个停尸间很有可能是古代记载中出现的阿比斯神庙的一部分。这座神圣的遗址可能是神庙唯一留存下来的部分，而它的地点也与斯特拉博和狄奥多罗斯记载的相符，位于卜塔神庙附近。

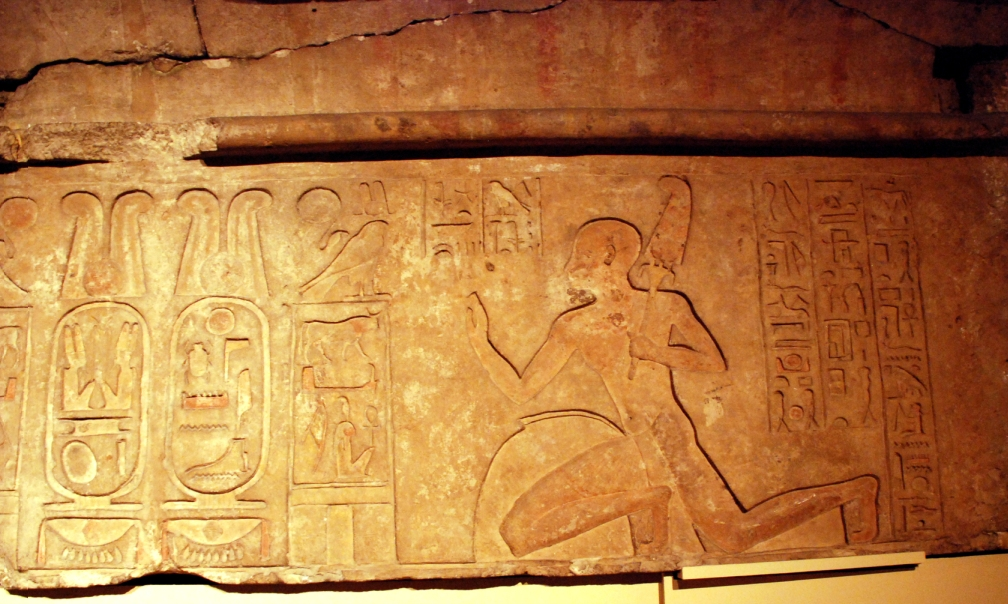
孟菲斯阿蒙神神庙过梁上的雕刻，显示Ankhefenmut跪于西阿蒙的皇家椭圆装饰前。

阿比斯神的大部分雕像来自于位于萨卡拉北部的塞拉比尤姆神庙的墓室中。在那里发现的最古老的墓葬能够追溯到法老阿蒙霍特普三世的统治时期。

#### 阿蒙神神庙
在第二十一王朝时期，法老西阿蒙在卜塔神庙的南方建造了阿蒙神神庙。这座神庙（或神庙群）很有可能献给由阿蒙，他的妻子姆特和他们的孩子孔斯组成的底比斯三神。他是孟菲斯三神（卜塔，塞克迈特和廸姆）在上埃及的对应神。

#### 阿頓神庙
发现于萨卡拉十八王朝孟菲斯贵族墓中的象形文字证实了阿頓神庙的存在。文字中还提及图坦卡蒙在阿肯那顿的统治时期的职业是“孟菲斯阿顿神庙管理员”（steward of the temple of Aten in Memphis）。
从对孟菲斯开始进行发掘的19世纪末期至20世纪早期，在城中不同地方发现的人工制品都显示有一座进行日轮崇拜的建筑。现在，这座建筑的具体位置已经无从知晓，有着阿马纳时期特点的遗址上发现的象形文字都提到了这座建筑的存在。

### 拉美西斯二世雕像

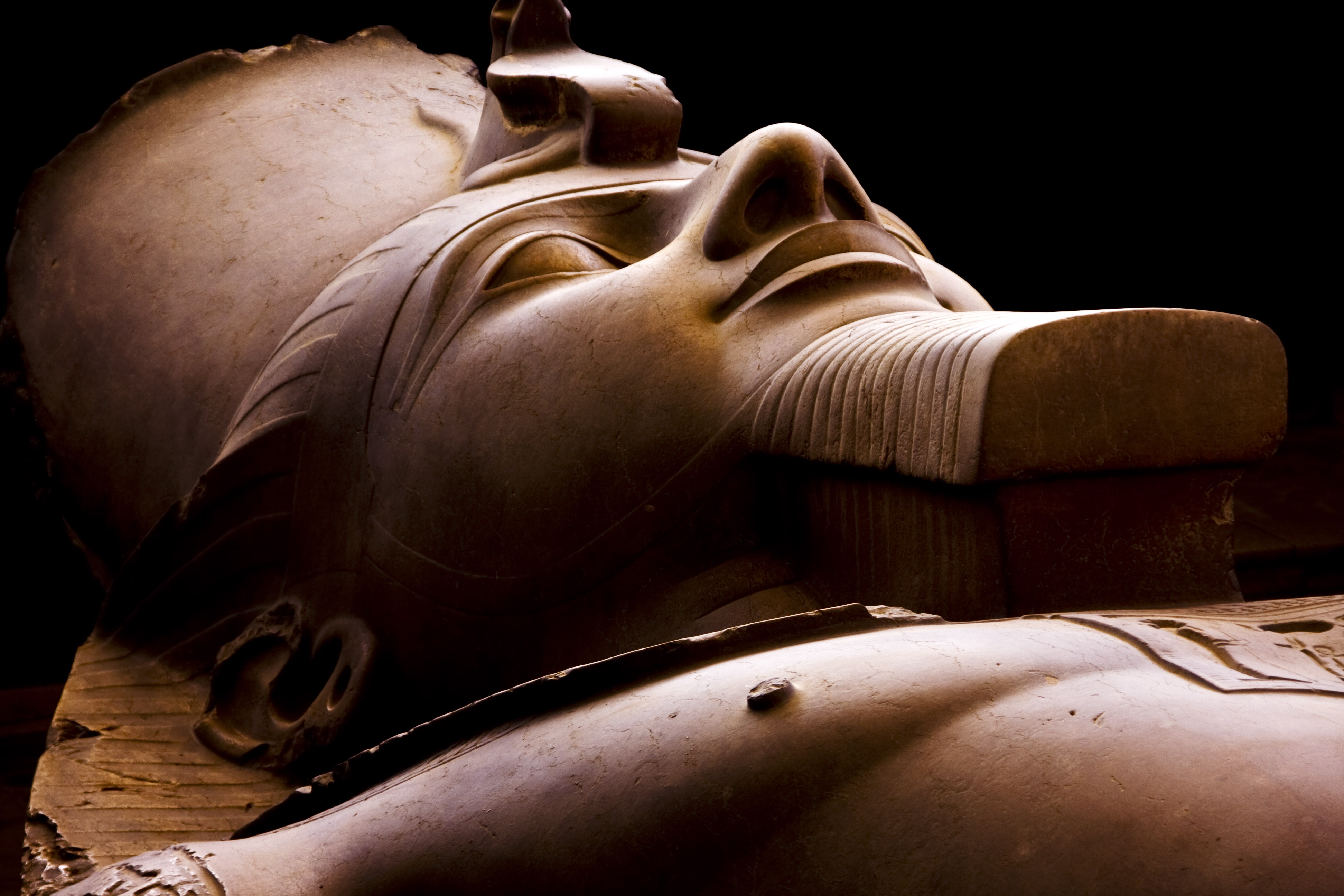
生态博物馆中的拉美西斯二世巨像。

人们在孟菲斯遗址处发现了一座法老拉美西斯二世的雕像。
现在，这座高达10米的雕像成列于孟菲斯博物馆中，它是由一座巨大的石灰石雕刻而成的。意大利考古学家乔瓦尼·卡维利亚于1820年在卜塔神庙南大门不远处发现了这座雕像。由于它的底座和腿部都已经损毁，现在以躺在地上的形式成列于博物馆中。雕像上原本的彩绘现在有一部分被保存了下来，但是雕像最值得注意的是在人体解剖学上对复杂的人体进行的完美而又细致的描绘。这座雕像显示拉美西斯二世带着象征上埃及的白冠。
在艾特罗·罗塞里尼的调解下，卡维利亚提出将这座雕像献给托斯卡纳大公，利奥波德二世。罗塞里尼曾计算过将这座雕像切成小块并运往意大利的费用，结果发现它高的惊人。自封为埃及和苏丹的瓦利以及赫迪夫的穆罕默德·阿里帕夏曾提出将其赠送给大英博物馆，但馆方考虑到将巨像运往伦敦太过艰巨，便拒绝了这个提议。因此，这座巨像现在仍在它当年被发掘出来的地方，人们在它上面建了一座博物馆来保护它。
这座雕像是曾经用来装饰卜塔神庙东门的一对巨像之一。另一座卡维利亚于1820年发现的巨像在1950年已被修复，其全高达11米。它一开始被放置于开罗的Bab Al-Hadid广场，后来，这座广场被重命名为拉美西斯广场（Ramses Square）。由于这个地点不适合该巨像，它于2006年被移至吉萨，而人们现在在那对其进行修复。当大埃及博物馆于2015年开幕之后，它将会被放到博物馆的入口处进行展览。开罗近郊的赫利奥波利斯有一座该巨像的复制品。

### 萨卡拉及其墓地

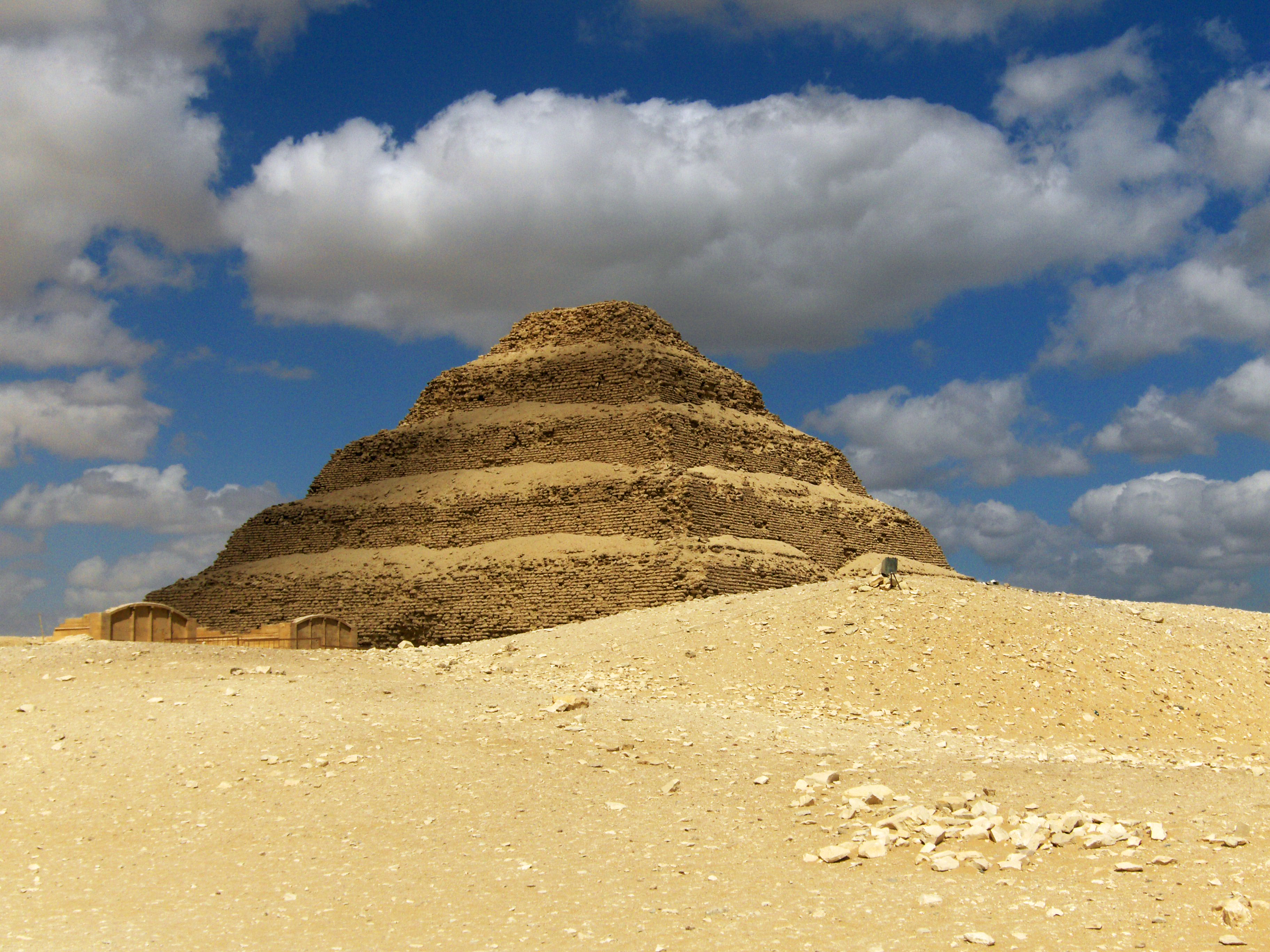
著名的阶梯状左塞尔金字塔，孟菲斯大墓地。

由于孟菲斯曾被使用多年而且城中人口数量庞大，在孟菲斯旁边的峡谷中有着许多的墓地，而其中最为著名的就是萨卡拉。除此之外，在城内的神庙西部还建有一些墓地。而这些神圣的地方也不可避免的吸引着虔诚而忠信的信徒们，他们来此祭祀欧西里斯或埋葬他人。
一座被称为Ankh-tawy的小镇的一部分位于中王国时期的墓地中。第二十二王朝的法老们扩大了卜塔神庙的西部，以此希望重现拉美西斯年代的荣耀。在这一部分中，人们发现了一个属于高阶祭司们得墓地。
据记载，在这个地方还有一座献给女神芭絲特的小礼拜堂或祈祷室。这与布巴斯提斯建城之后王朝的法老们所遗留下来的纪念建筑相一致。在同一地点，还有一些新王国时期法老们修建的祭庙，古埃及学家们认为这些祭庙与底比斯的祭庙有着相同的功能。

### 皇室宫殿
孟菲斯在八个多王朝时期内都是国家的权力中心。根据曼涅托的记载，孟菲斯的第一个宫殿是由第一王朝的建立者，同时也是那尔迈的继任者荷尔-阿哈建造的。他在孟菲斯建造了一座有着白墙的堡垒。古埃及的记载中也提到了一些由古王国法老们建造的宫殿，有一些则是在主要皇家金字塔塔下建造的。它们占地巨大，并有着园林和湖泊。除了下面讲到的宫殿，一些其他的来源还记载了一座在城中发现的由图特摩斯一世建造的宫殿，它直到图特摩斯四世统治时期一直被人们使用。

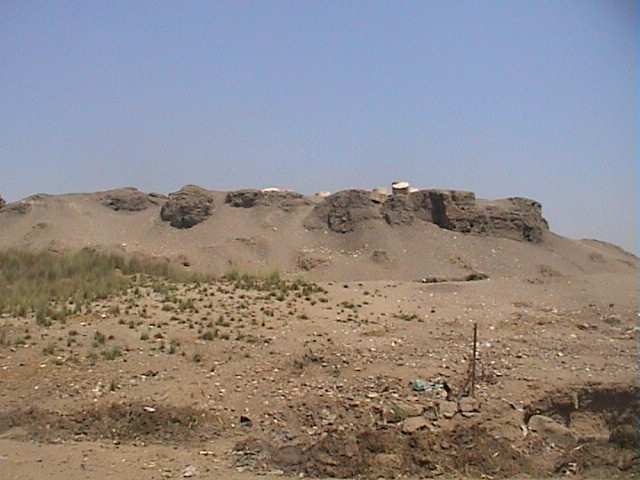
阿普里伊宫殿遗址，俯瞰着孟菲斯。

据麥倫普塔赫统治时期官方文件记载，他建造了一座有围墙包围的建筑群，里面包括了一个神庙和相邻的宫殿。而之后的法老阿普里伊在一个小山丘上建造了一座宏伟的宫殿，在那能俯瞰整个城市。这座宫殿是古埃及后期神庙区域建造计划的一部分，计划中包括了一个皇室宫殿，一座城堡，一些兵营和兵工厂。在弗林德斯·皮特里对这片区域的发觉行动中发现了军事活动留下的痕迹。

### 其他的建筑
在位于城市中央的宫殿和神庙周围分布着城市的不同区域，在这些区域中有着工匠的工作坊，军械库和造船厂。除此之外还有一些居民区，其中有一些是主要由外国人居住的——一开始是赫梯人和腓尼基人，后来是波斯人，最后是希腊人。这座城市位于交易通道的交汇处，吸引着地中海地区不同地方的各式商品。
古代文献记载中提到了孟菲斯将常有城市整体的开发计划。除此之外，证据显示尼罗河在几个世纪中一直向东变迁，而这给了孟菲斯向东部新区域进行开发的场所。城市的这个部分有着巨大的卜塔神庙东门。

## 历史记载及对孟菲斯的探索
在古代时期，孟菲斯就是一座非常出名的城市，并在古埃及及以外的地方被频繁的提到。在不同地方发现的外交记录显示了这座城市与同时期地中海地区，近东和非洲各个帝国的交流。其中一个例子是阿马尔奈文书，里面记录了孟菲斯和巴比伦以及黎巴嫩地区其他城邦君主间进行的贸易。

### 古代的记载
在公元前第一个千年的后半期，孟菲斯越来越频繁的出现在古代历史学家的著作中，特别是随着埃及与希腊之间贸易的发展，这种情形变得越来越普遍。随着贸易商来埃及探险的旅行者们所留下的记载给现在人们重现这座古老的首都昔日荣耀提供了工具。其中，主要的古典作家们有：
- 希罗多德，希腊历史学家，他于公元前5世纪波斯阿契美尼德王朝时期参观了这座城市，并留下了对城中建筑的描述。[52]

- 西西里的狄奧多羅斯，希腊历史学家，他于公元前1世纪时参观了城市，并留下了城市在托勒密王朝时期的信息。[53]

- 斯特拉波，希腊化时期地理学家，在公元前1世纪晚期罗马占领埃及的时候参观了城市。[54]

除此之外，这座城市航经常被拉丁或希腊的作家们所引用，苏埃托尼乌斯和阿米阿努斯·馬爾切利努斯对孟菲斯中的阿比斯崇拜进行细致的描写，但其他的作家很少像他们一样对城市整体或者城市中宗教进行具体描述。在接下来的基督教时期，这座城市突然遭到了遗弃，很少来源能够提供关于这座城市默契城中事物的记载。
直到阿拉伯人入侵埃及的时候，关于孟菲斯的记载才重新出现，但那个时候孟菲斯已经是一片废墟了。这段时期，主要的作者们有：
- 阿布德—厄尔-拉提夫（英语：Abd al-Latif al-Baghdadi (medieval writer)），著名的巴格达地理学家，在他于13世纪去埃及旅行的时候对孟菲斯的遗迹进行了描述。

- 厄尔-马克里齐（英语：Al-Maqrizi），14世纪埃及历史学家，他曾参观过孟菲斯遗迹并进行了细致的描述。

### 早期的探索

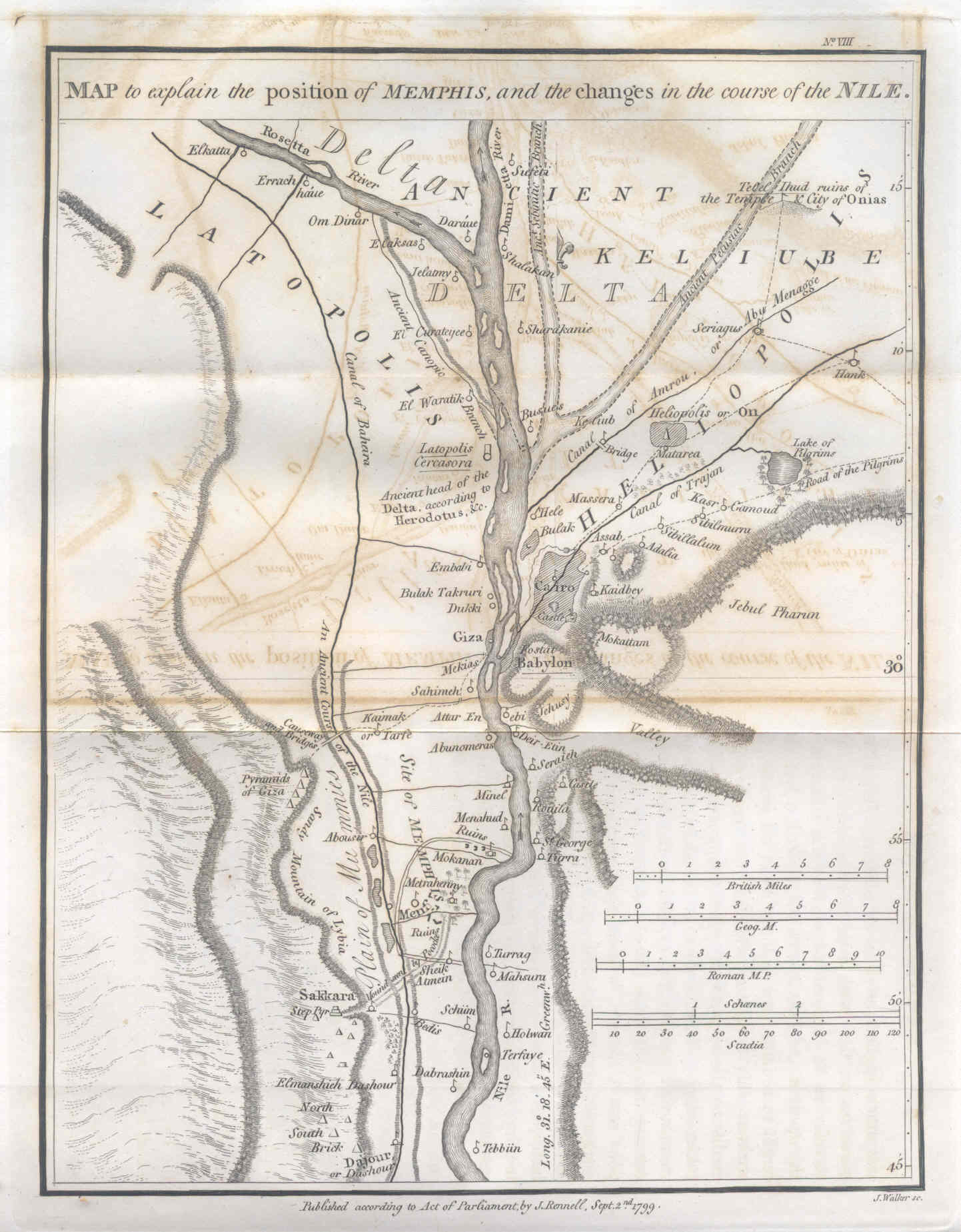
詹姆士·伦内尔于1799年绘制的孟菲斯和开罗地图，显示了尼罗河河道的变迁。

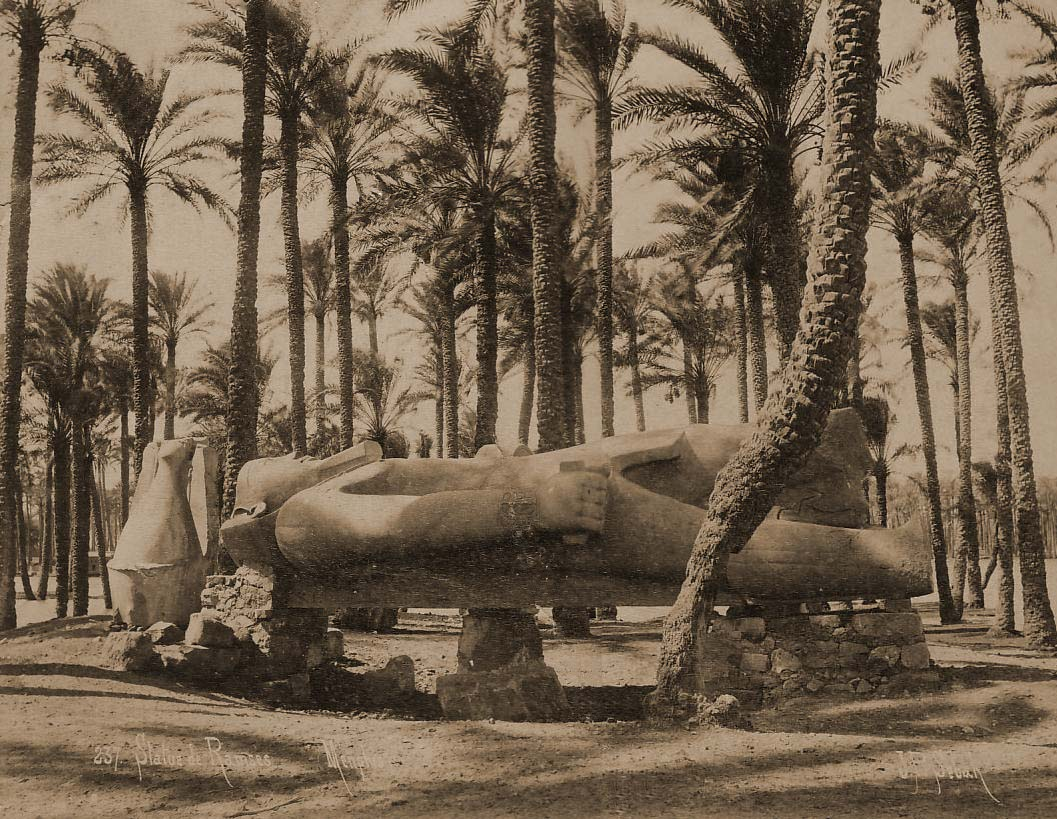
Joseph Hekekyan在孟菲斯发现的拉美西斯二世雕像。

Jean de Thévenot在他于1652年前往埃及的时候识别出了孟菲斯的位置，而这证实了古代阿拉伯作家们的记载。他对这个地区的描述非常简略，但这是对这个地方进行探索的第一步，并启发了后期考古学发展之后对这里的探索。在孟菲斯所进行的第一次考古发掘发生在拿破仑于1798年进行埃及-叙利亚战役期间。对遗址处的研究确认了Thévenot当年的发现，而随军的科学家们对遗址进行了第一次研究。这第一次研究结果发表在对埃及的描述上，随同还有一张孟菲斯地区的地图，这是第一张精确描绘孟菲斯位置的地图。

### 19世纪
早期法国的探索行动为19世纪并一直持续至今的深入研究铺平了道路。这些研究由一些顶尖的探险者，古埃及学家以及主要考古研究所所组成。以下是一个不完整的名单：
- 卡维利亚（Caviglia）和斯洛恩（Sloane）于1820年对遗址进行了第一次发掘。他们发现了躺在地上的拉美西斯二世巨像，现在，巨像被成列于博物馆中。

- 让-弗朗索瓦·商博良在他于1828到1830在埃及旅行期间途径孟菲斯。他描述了卡利威亚和斯洛恩的大发现，在遗址进行了短暂的发掘并翻译了一些碑文残片上的文字。他曾承诺等有更多的时间和资源进行研究之后要回到孟菲斯，但他1832年的突然死亡让这一计划落了空。[58]

- 卡尔·理查德·莱普修斯在普鲁士于1842年远征期间对遗迹进行了一次短暂的研究，并绘制了一幅地图，而这幅地图成了以后探索和发掘的基础。[59]

在埃及英治时期，考古学科技的发展以及对尼罗河泛滥平原的系统性耕作导致了一些意外的考古发现。很多遗迹都到了为伦敦，巴黎，柏林和都灵的博物馆收集馆藏而在埃及旅行的收藏家手里。在一次耕作中，埃及的农民于1847年在拉希納村附近发现了罗马时期的米特拉神庙遗址。
之后任职于埃及政府的Joseph Hekekyan于1852至1854年对这个地方进行了地质调查，并在调查中意外地发现了一些遗址，例如Kom el-Khanzir（位于大卜塔神庙的东北方）。这些有着浮雕装饰的石头原本用在孟菲斯的阿顿神神庙上，现在几乎可以肯定这些石头被重新使用于其他建筑物的建造中。他还发现了由红色花岗岩制成的拉美西斯二世巨像。
这些考古学上的大发现导致很多古埃及文物都被运离了埃及。奥古斯特·玛丽特于1850年参观了萨卡拉，他意识到埃及需要一个组织来管理这些考古发掘和保护行动，以保证古埃及珍宝的安全。他随后于1859年组织成立了埃及文物最高理事会（EAO），并组织了对孟菲斯的发掘，在发觉行动中第一次发现了大卜塔神庙存在的证据以及古王国时期的皇室雕像。

### 20世纪
英国古埃及学家弗林德斯·皮特里于1907年至1912年进行的挖掘清理出了目前看到的孟菲斯的大部分遗址。这些挖掘的重要发现包括了卜塔神庙的柱厅，拉美西斯二世的桥塔，雪花石制斯芬克斯巨像，阿普里伊宫殿的北墙。他同时还发现了法老西阿蒙（Siamun）建造的阿蒙神神庙以及麦伦普塔建造的卜塔神庙。他的挖掘工作后来被第一次世界大战所打断，而继承其工作的其他考古学家们发现了这座古老都会的一些已被遗忘的建筑。
以下是主要发现的时间线：
- 1914至1921年，宾夕法尼亚大学在麦伦普塔卜塔神庙进行的发掘发现了与其相连的宫殿。
- 1942年，由古埃及学家Ahmed Badawy主持的发掘发现了拉美西斯建造的一座小卜塔神庙和22王朝的王子Shoshenq坟墓的小礼拜堂。[62]
- 1950年，古埃及学家Labib Habachi（英语：Labib Habachi）代表埃及文物最高理事会（EAO）发现了塞提一世的礼拜堂。埃及政府决定将拉美西斯二世的红色花岗岩巨像移至开罗并放置于城市的中央火车站处。后来，放置雕像的广场被命名为拉美西斯广场。
- 1954年，修路工人们在Kom el-Fakhri意外的发现了中王国时期的大墓地。[63]
- 1955至1957年，鲁道夫·安特斯代表宾夕法尼亚大学搜索并清理了拉美西斯二世建造的小型卜塔神庙和阿比斯的防腐间。[64]
- 1969年，人们在小哈索尔神庙意外地发现了一个礼拜堂。[42]
- 1970至1984年，在Abdullah el-Sayed Mahmud，Huleil Ghali和Karim Abu Shanab的指挥下，EAO进行的发掘清理了小哈索尔神庙。
- 1980年，进行了对阿比斯防腐间的发掘，位于埃及的美国研究中心对这次发掘进行了研究。[65]
- 1982年，古埃及学家研究并记录了在拉美西斯建造的小卜塔神庙的发现。[66]
- 1970和1984至1990年，伦敦进行了发掘。这次行动对拉美西斯二世的柱厅和桥塔进行了更加深入的挖掘。此次发掘发现了能够追溯到阿蒙涅姆赫特二世统治时期的用花岗岩石块制年表。发掘了卜塔高阶祭司的墓地，并研究了对萨卡拉墓地所进行的探索。[67]
- 2003年，EAO重启了对小哈索尔神庙的挖掘行动。
- 2003至2004年，由俄罗斯和比利时人所组成的联合探险队对孟菲斯北墙进行了挖掘。

## 孟菲斯的图片

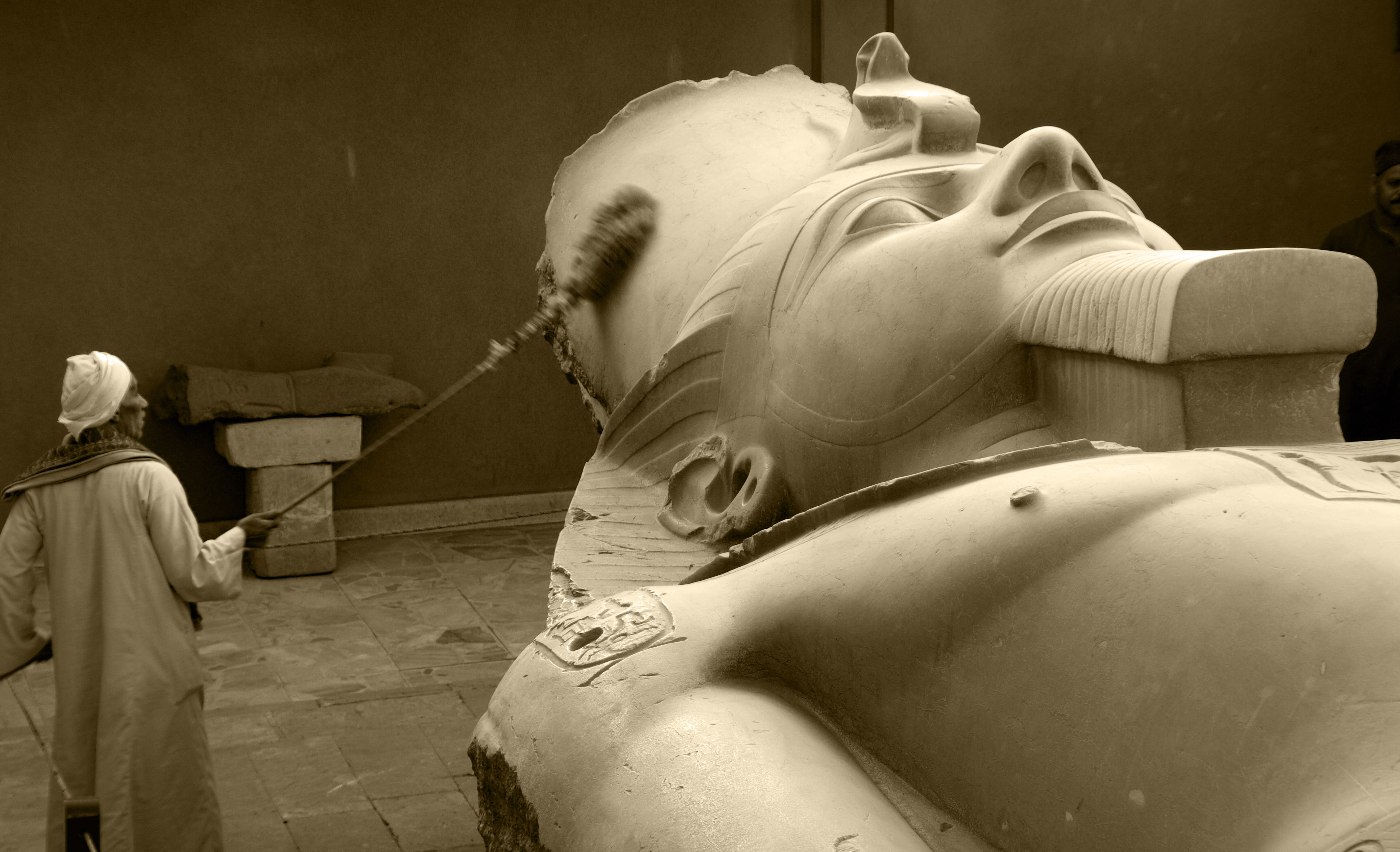
正在清理拉美西斯二世巨像的博物馆工人。
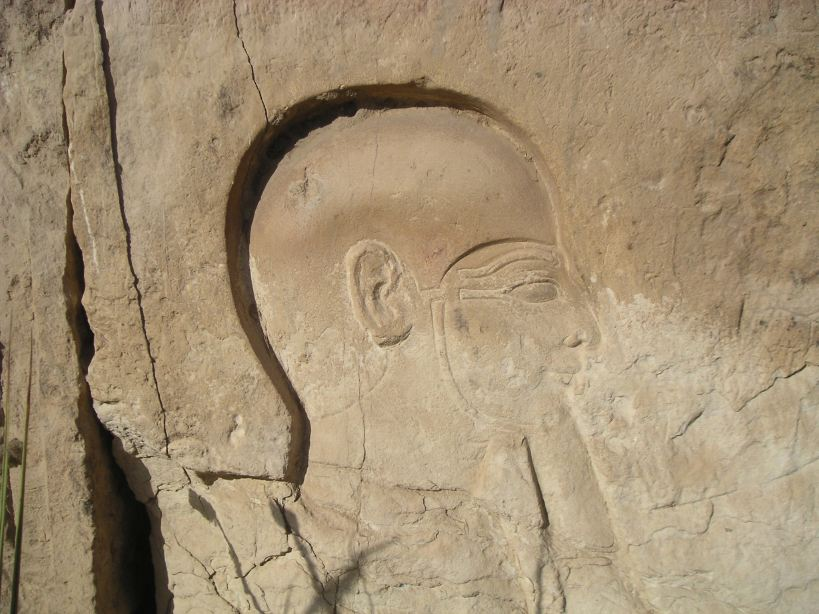
哈索尔神庙墙上发现的对卜塔的描述。
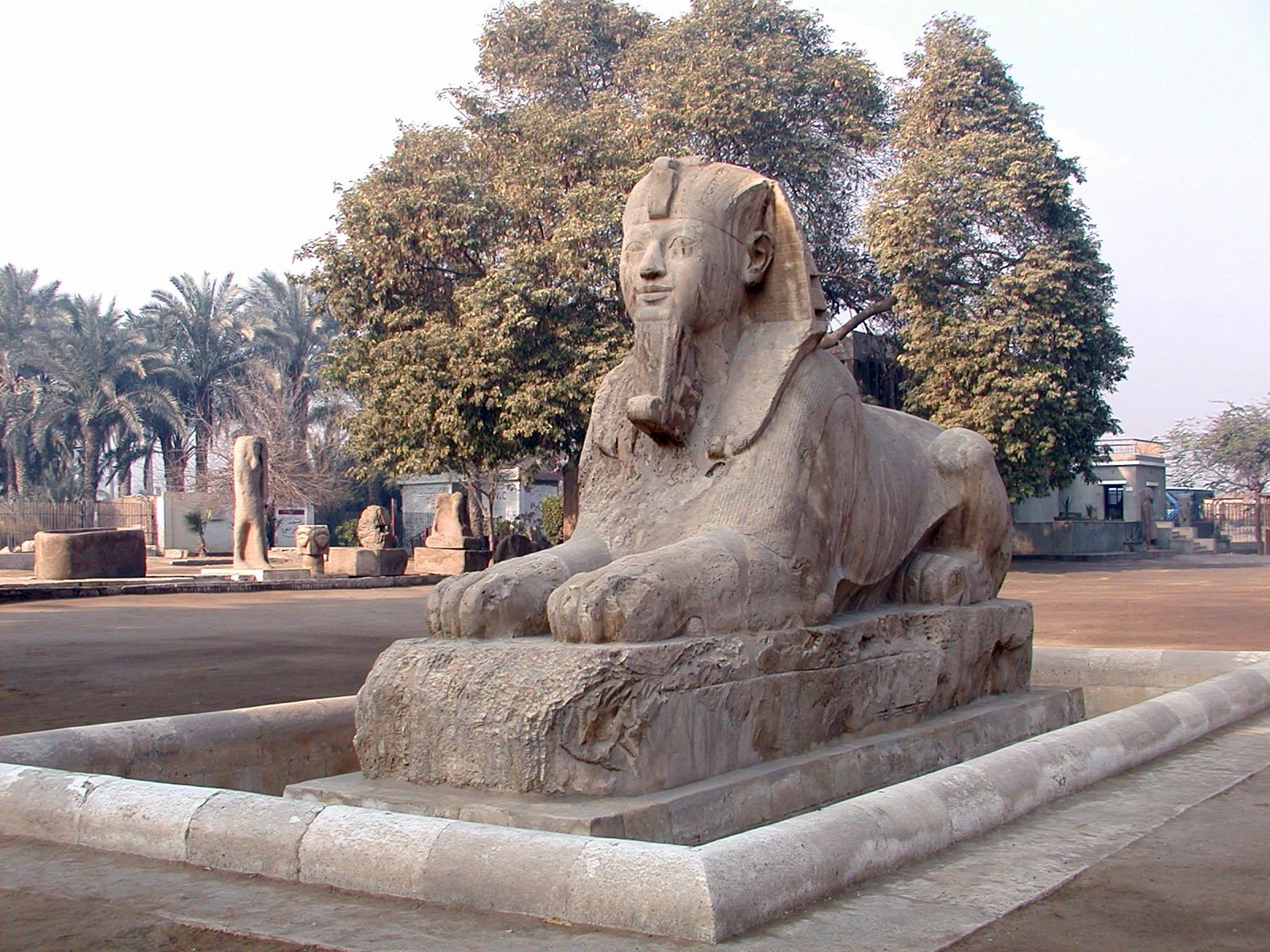
卜塔神庙外的雪花石制斯芬克斯。
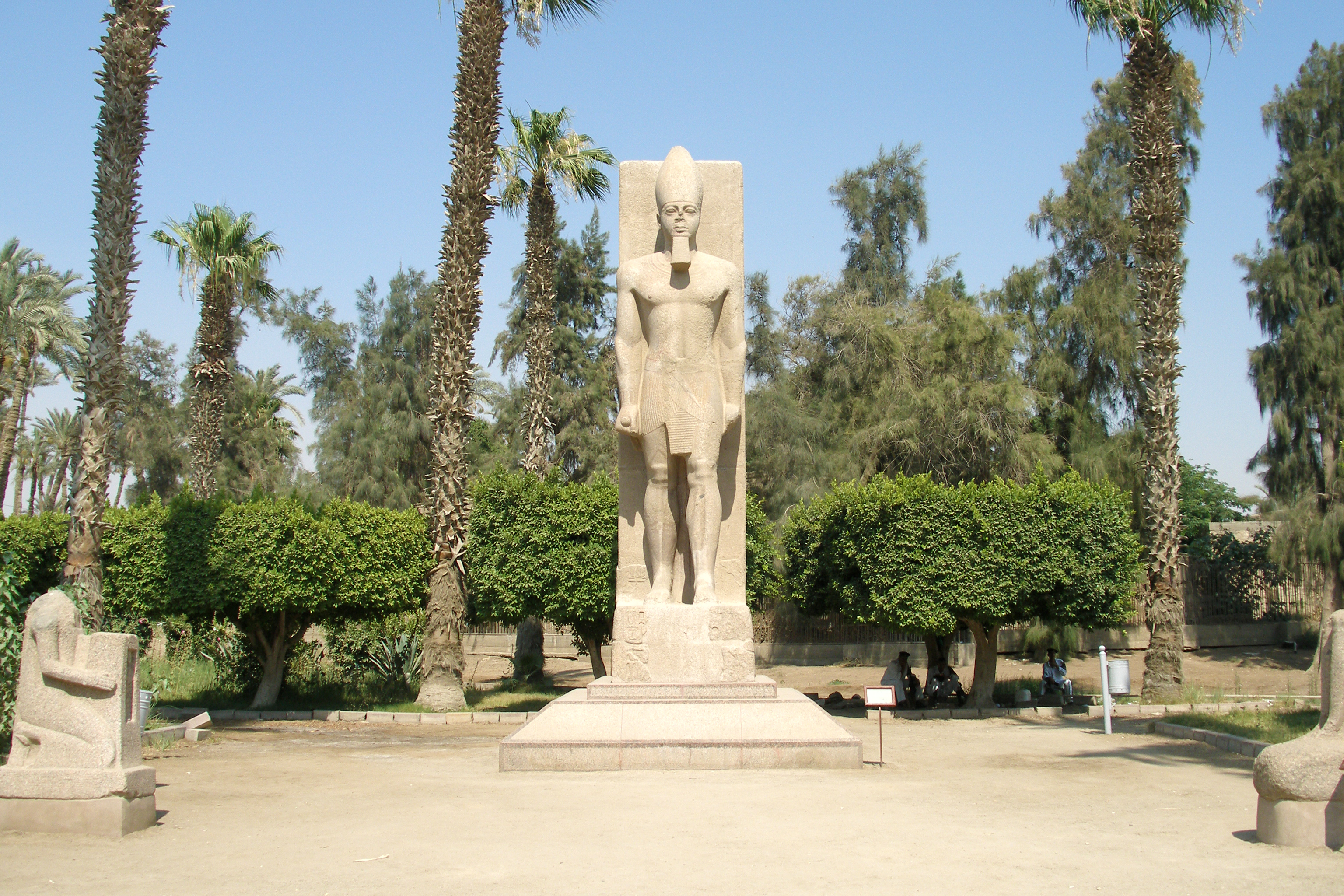
生态博物馆中的拉美西斯二世雕像。
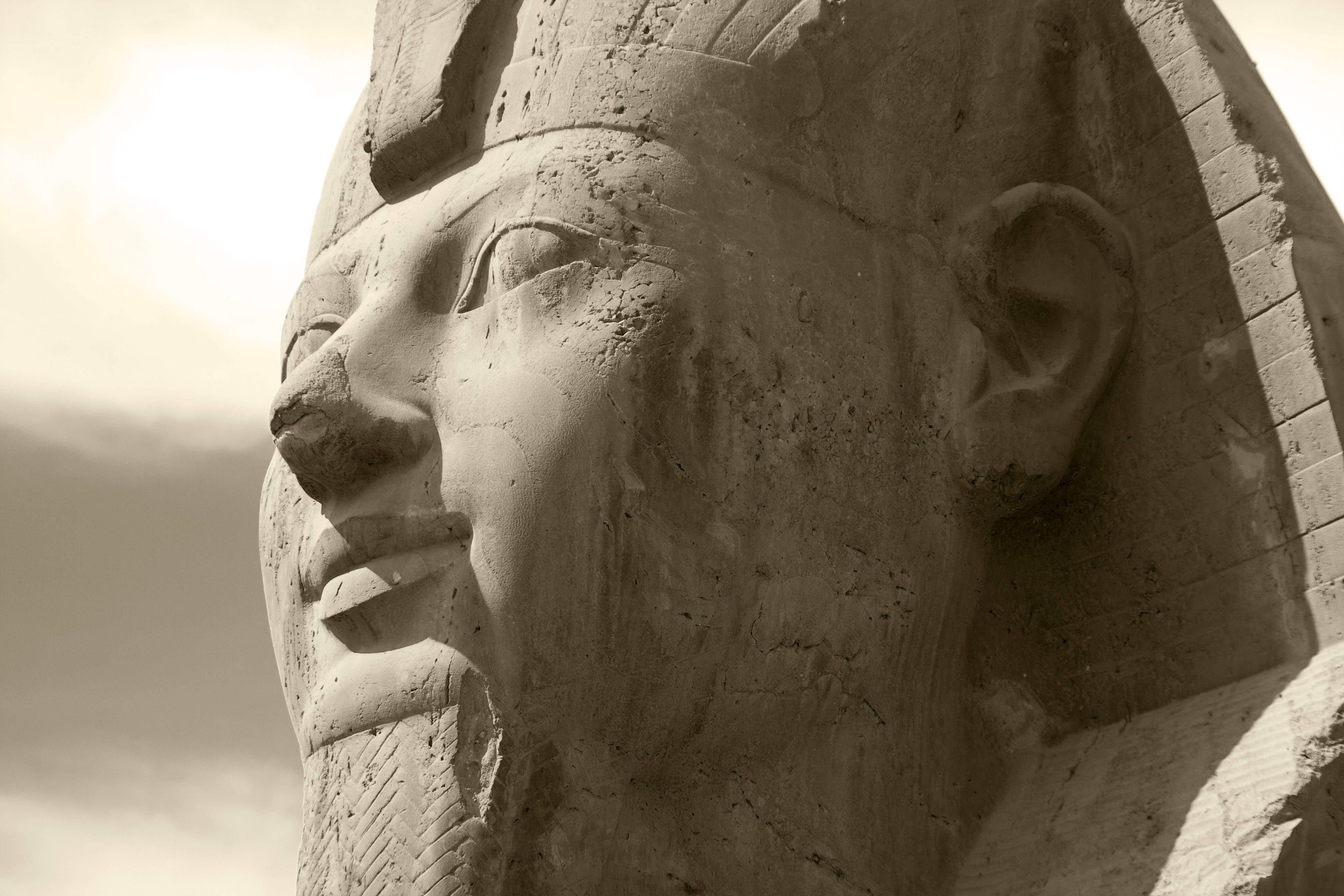
卜塔神庙外斯芬克斯的特写。
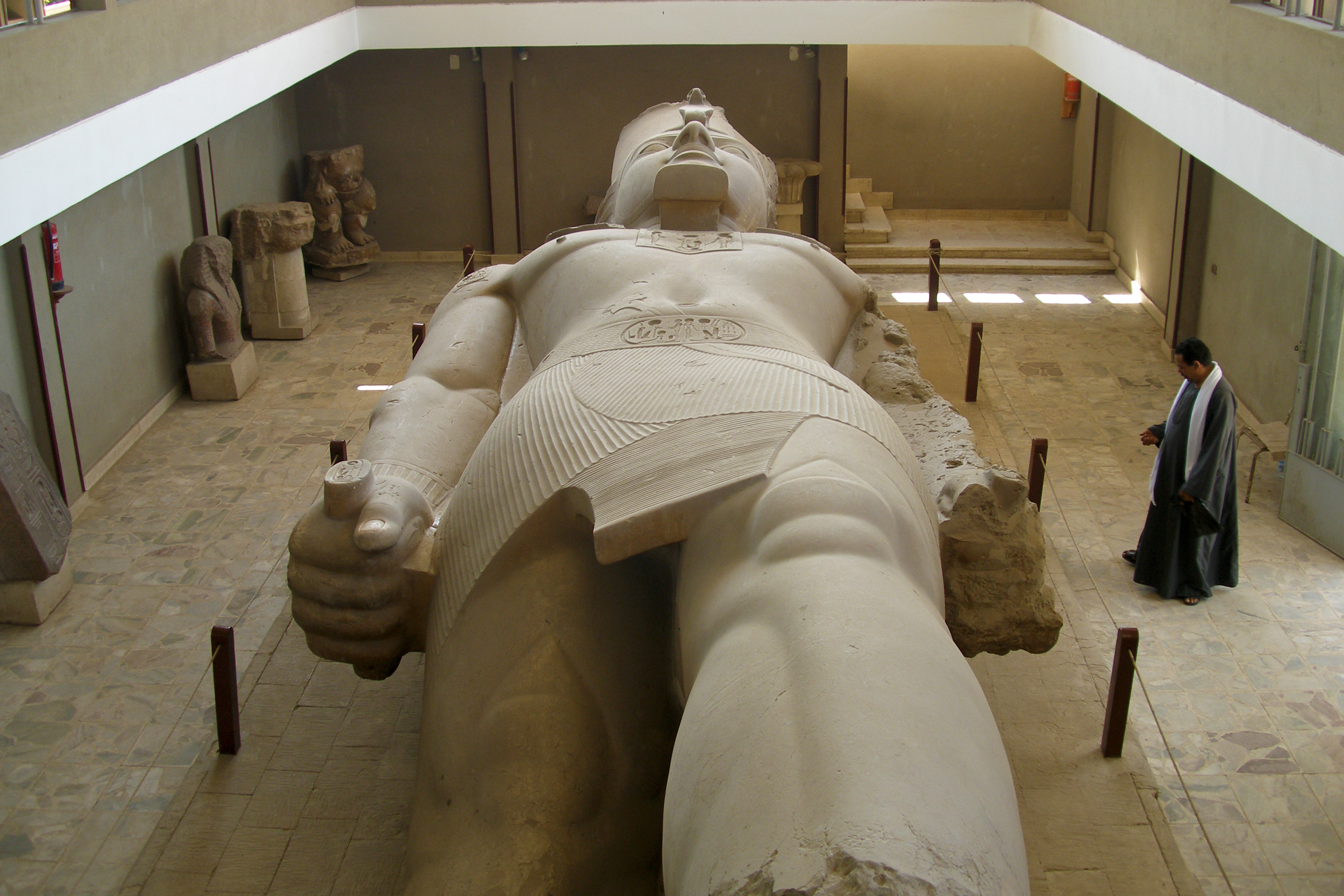
拉美西斯二世巨像。

## 脚注
1. ↑  |                |   |   |   |
| \| \| \| \| \| |   |   |   |
|                |   |   |   |
| p              | p | i | i |

| p | p | i | i |

|                |   |   |   |
| \| \| \| \| \| |   |   |   |
|                |   |   |   |
| p              | p | i | i |

| p | p | i | i |
”Ppj-mn-nfr“ = Pepi-men-nefer，意为佩皮是完美的（Pepi is perfection）或者佩皮是美丽的（Pepi is beauty）。
2. ↑  这些遗迹大多数后来都被拉美西斯二世修复了，以此装饰他那位于培爾—拉美西斯的新首都。但它们后来在第三中间期的时候又被移至塔尼斯，目前，在埃及各个古都的遗址都有发现它们的踪迹。（Most of these relics would be subsequently recovered by Rameses II in order to decorate his new capital at Pi-Rameses. They were later moved again during the Third Intermediate Period to Tanis, and many have been found scattered among the ruins of the country's various ancient capitals.）
3. ↑  | Q3 · X1 | V28 | O6 | X1 · O1 | D28 | O49 |
ḥw.t-k3-Ptḥ = Hout-ka-Ptah（豪特-卡-卜塔）